# Roue à aubes
La roue à aubes est une roue de construction particulière, munie de pales (ou aubes), permettant de créer ou de restituer un mouvement rotatif d'axe au départ d'un mouvement linéaire de fluide. Elle constitue ainsi le cœur d'un moteur hydraulique. Initialement simples et de construction très facile, elles ont évolué au fil du temps, avec les progrès de l'hydro et de l'aérodynamique pour devenir les turbines hydrauliques d'aujourd'hui.
La roue à augets est une amélioration de la roue à aubes : au lieu d'être simplement équipée de pales poussées par la force du courant (roues par-dessous) ou par l'énergie d'une chute d'eau (roues par-dessus), elle comprend des augets (compartiments cloisonnés) qui se vident les uns dans les autres ; à débit d'eau égal, le poids de l'eau contenue dans plusieurs augets successifs alors que les autres sont vides accentue le déséquilibre de la roue qui tourne plus vite ou avec beaucoup plus de puissance et d'inertie, et sans à-coup. Ce type de roue ne fonctionne qu'avec une chute d'eau, là où la roue à aubes peut être actionnée seulement par une eau courante, sans chute.

## La roue qui capte et transmet l'énergie de l'eau

### Types de roues
Il existe différents types de roues qui peuvent être choisi en fonction des conditions disponibles. Vitesse de l'eau, chute d'eau, quantité d'eau disponible etc. Lorsqu'une chute d'eau suffisamment importante est disponible, il est possible d'utiliser une roue utilisant le poids de l'eau, c'est-à-dire l’énergie potentielle de l'eau. On parle aussi de machine à pression d'eau (illustrations 5 à 10). Ce type de roue n'a pas besoin d'un grand débit pour fonctionner et possède des rendements relativement élevé de l'ordre de plus de 50 %. Lorsqu'il n'y a pas de chute d'eau, il est possible d'utiliser la vitesse de l'eau pour entraîner la roue, c'est-à-dire l'énergie cinétique. Le rendement de ce type de roue est plus faible, de l'ordre de 20 - 30 %. Le rendement peut être amélioré en accélérant l'écoulement de l'eau en réduisant la largeur du canal d'amené par exemple (loi de conservation du débit), ou en effectuant une retenue en amont de la roue (illustration 2). 

On distingue principalement trois types de roues équipées d'aubes ou d'augets :

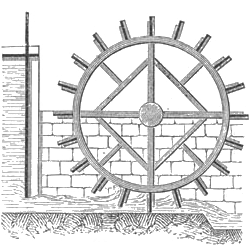
« Roue par-dessous », mue par une eau courante
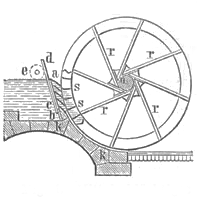
« Roue de poitrine », mue par le milieu
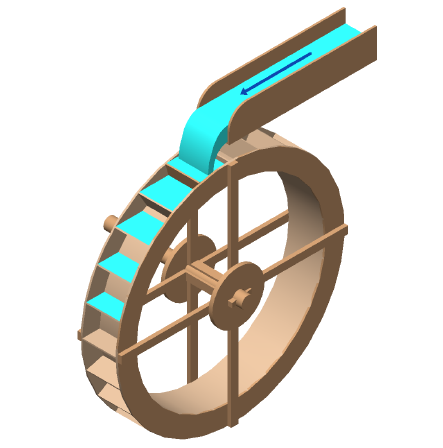
« Roue par-dessus », mue par chute d'eau

### Roues «par-dessous»
Le courant d'eau passe sous la roue. Celle-ci tire sa force de la pression de l'eau sur des aubes. Le rendement de ce type de roue ne dépasse pas 20 %. Son coursier, la partie creusée du sol dans laquelle passe la roue, doit être parfait pour éviter toute perte de pression, ce qui nécessite un entretien régulier. Une amélioration a été apportée par le mathématicien Poncelet en utilisant des aubes arrondies, qui permettent une meilleure récupération de la force hydraulique, grâce à une diminution des turbulences. Le rendement peut ainsi atteindre 80 %.

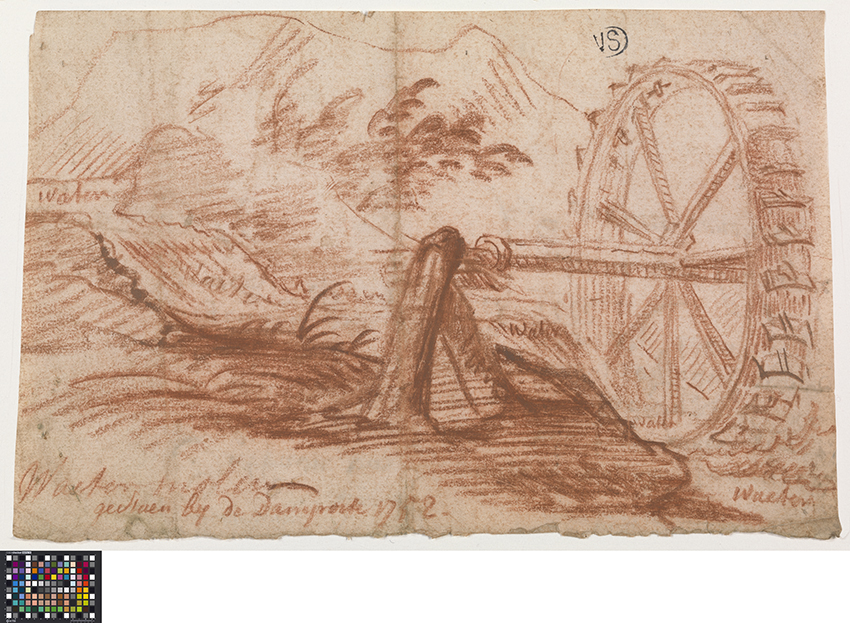
Musée Groeninge, 1758
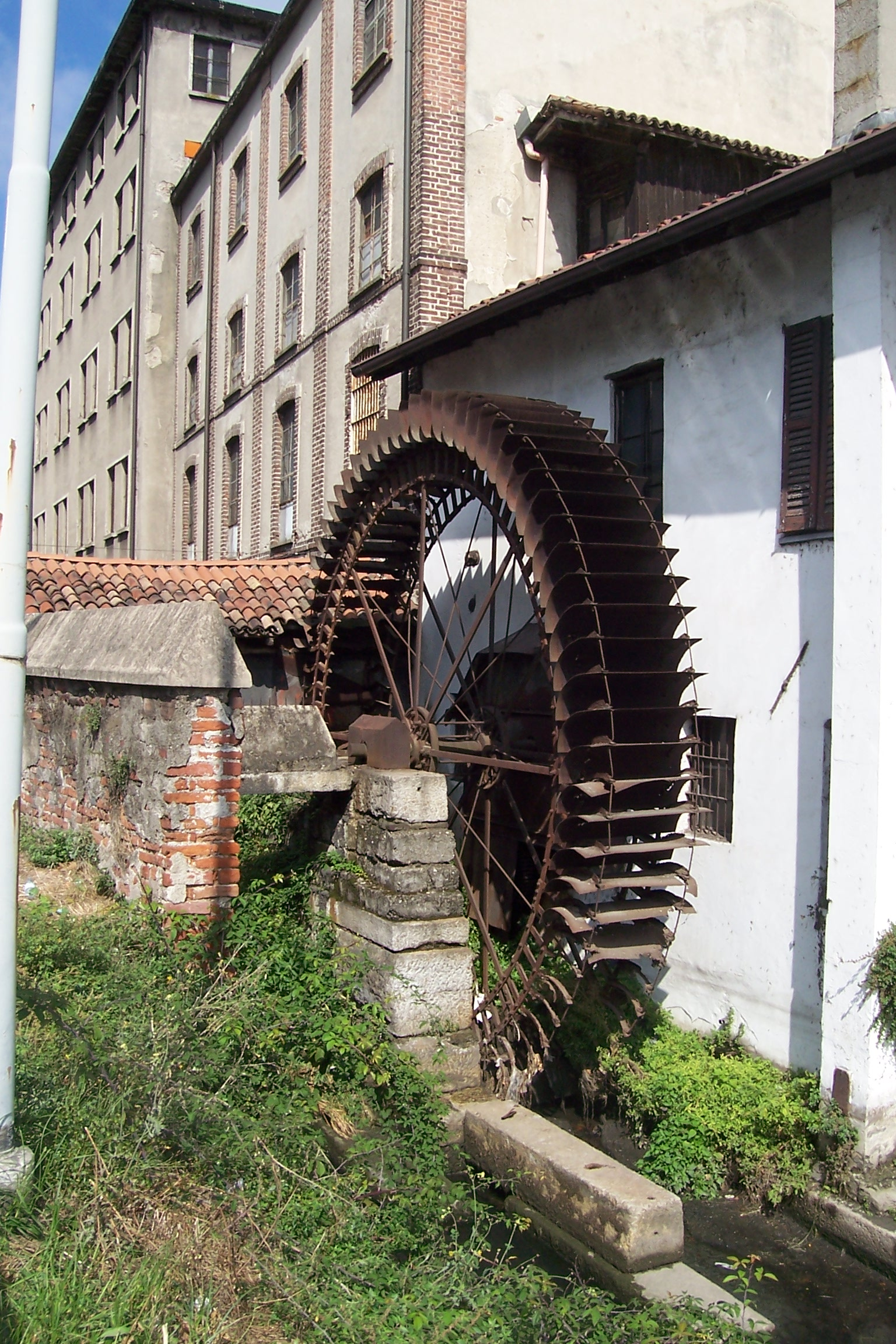
San Giuliano, Italie
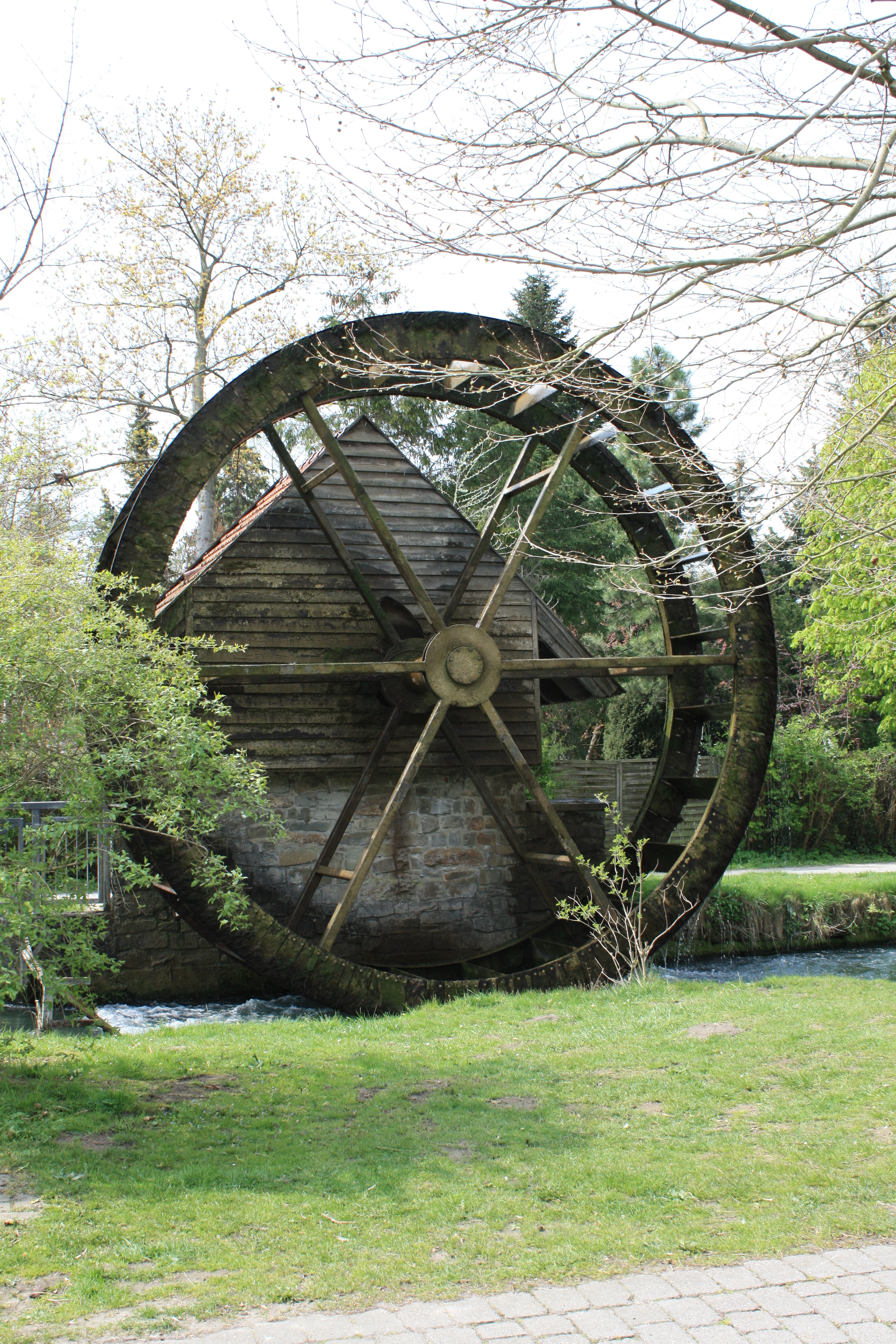
Salzkotten, Allemagne
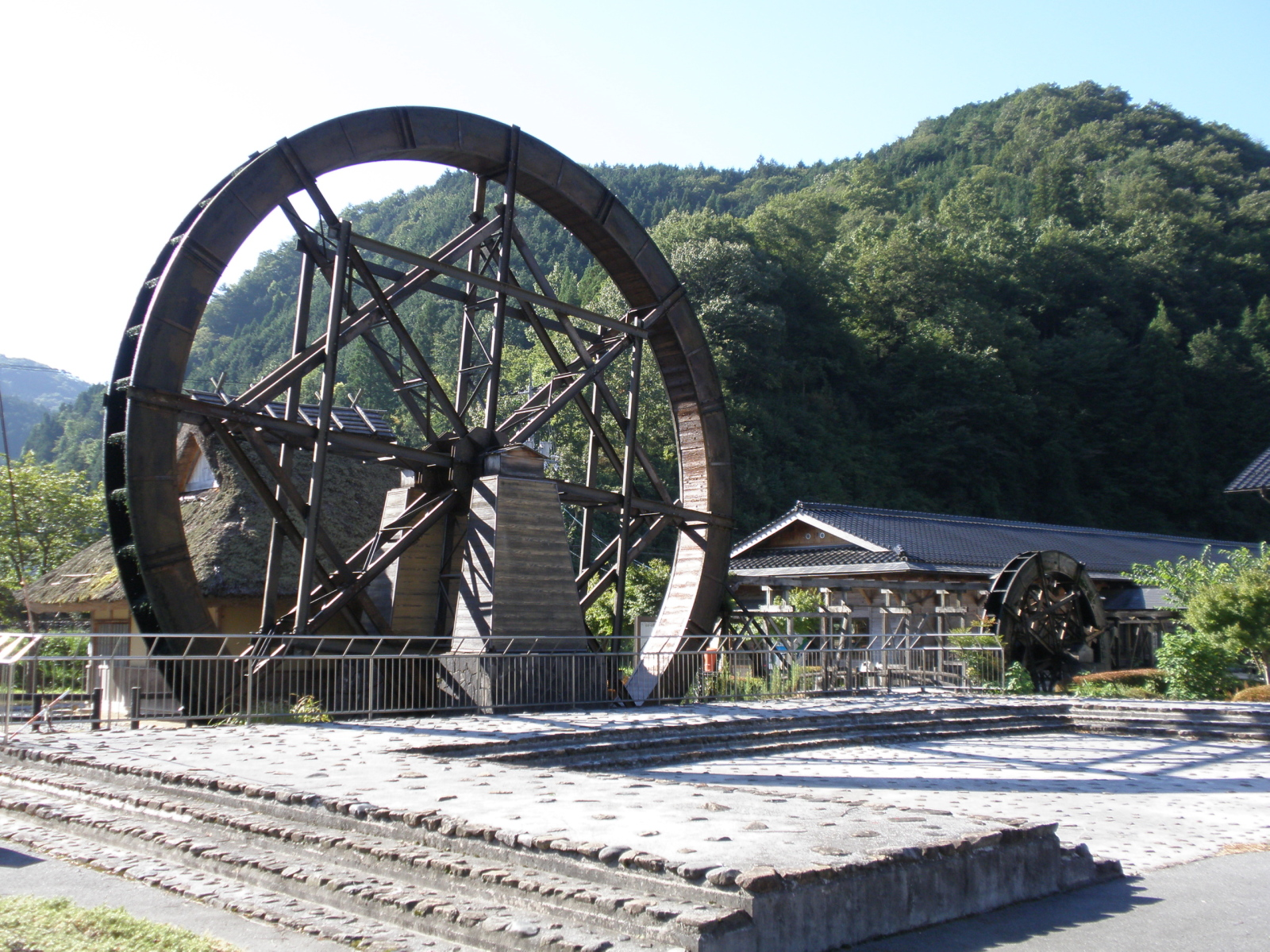
Okayama, Japon
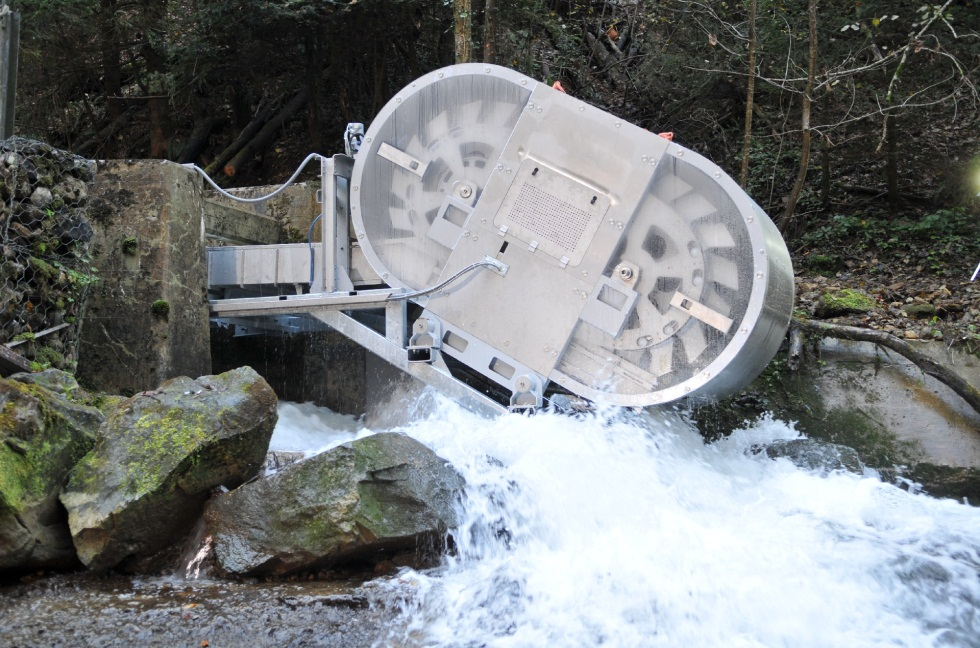
Rüti, Suisse

### Roues «de poitrine»
Appelées aussi roues « de côté » : l'eau est dirigée dans des augets sur le côté de la roue. Elles conviennent au moyennes retenues d'eau (entre 2,5 et 5 mètres). Leur rendement est supérieur à celui des roues « en dessous » moyennant un entretien soigné du coursier.

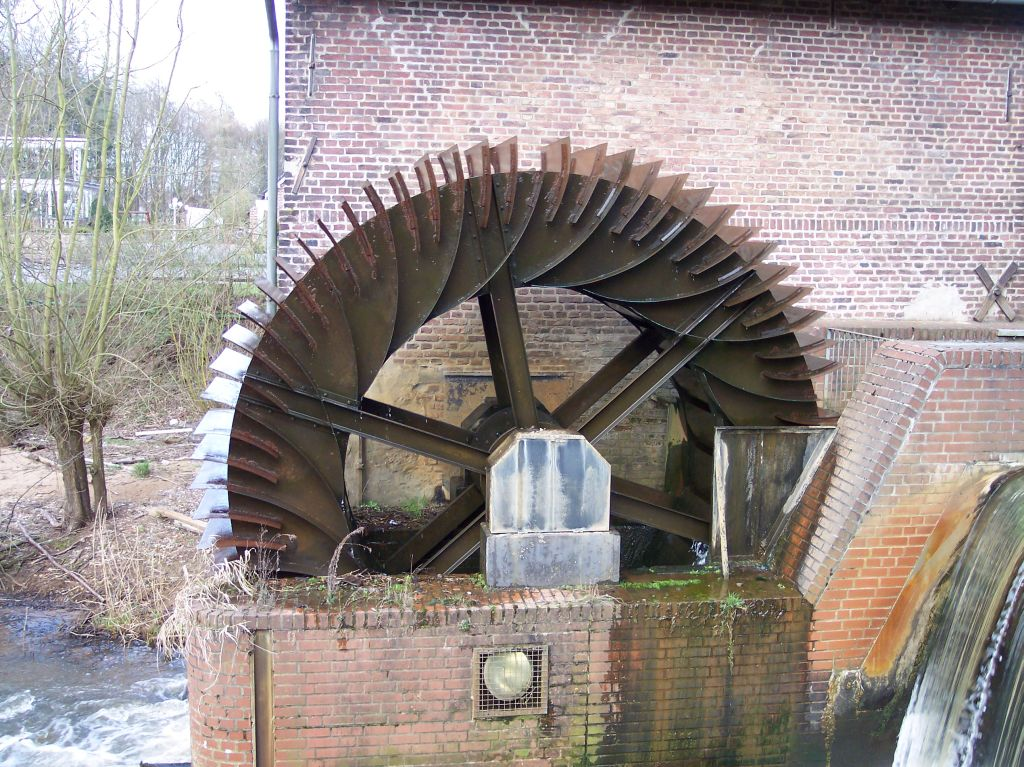
Sythen, Recklinghausen
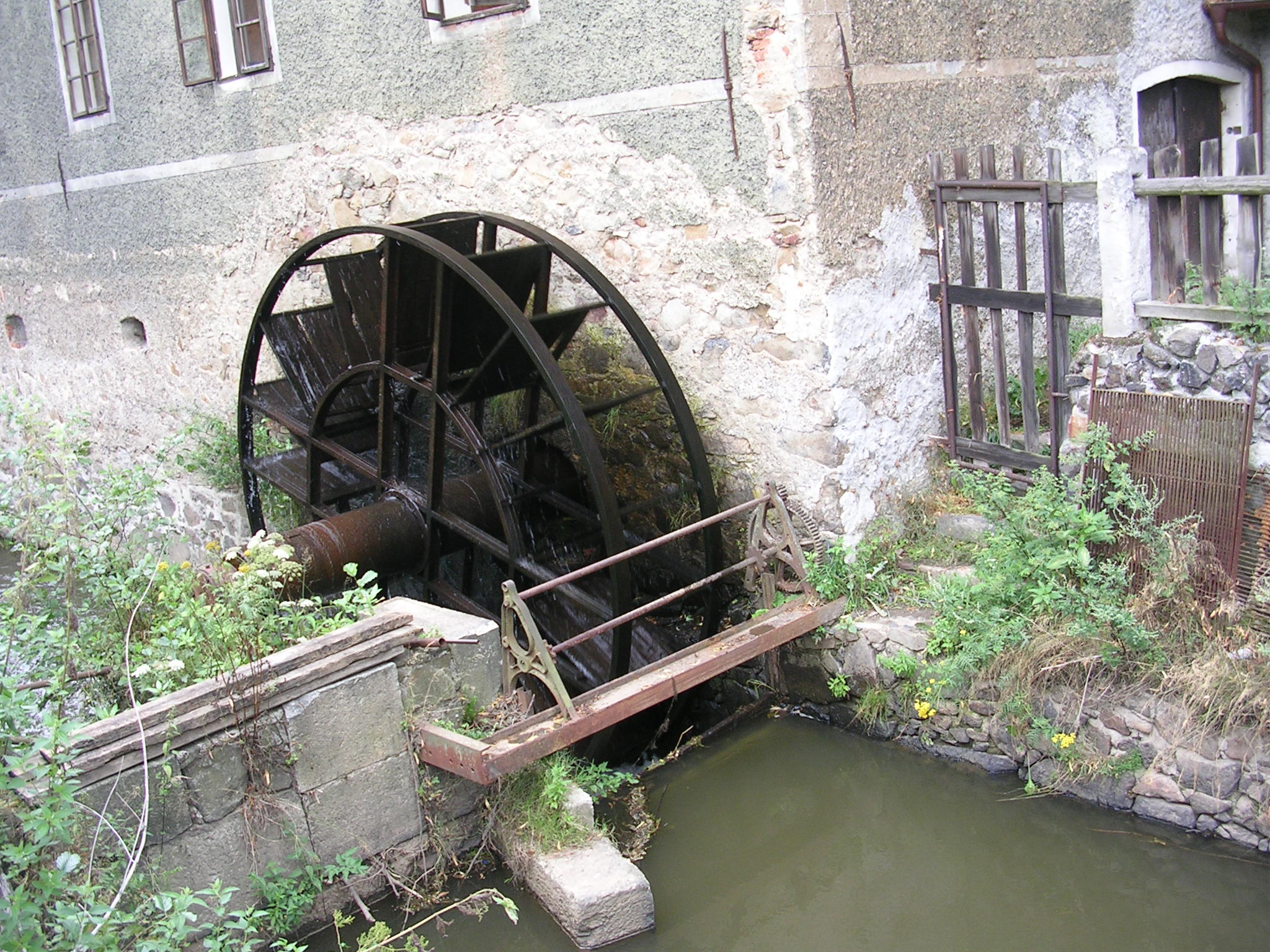
Jakubov (Vojkovice)
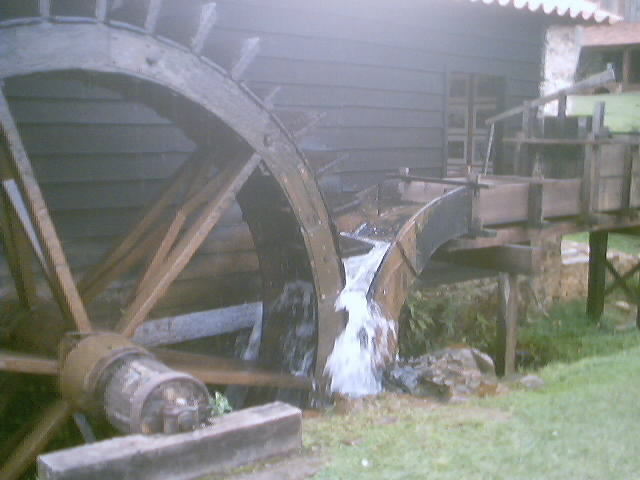
Campo Largo, Brésil
- Île-de-la-Suze, Bienne

### Roues «par-dessus»
Un ruisseau ou une dérivation, en amont de la rivière, s'écoule sur la partie supérieure de la roue. C'est le type le plus performant, qui accepte un faible débit d'eau. L'eau remplit des augets, c'est son poids qui crée le mouvement ; pour une question de rendement, la roue ne doit pas baigner dans l'eau d'écoulement à sa base si elle tourne dans le sens contraire du courant. Ces roues, qui sont apparues après les roues « en dessous », peuvent être installées sur des chutes d'eau supérieures à 4 mètres.

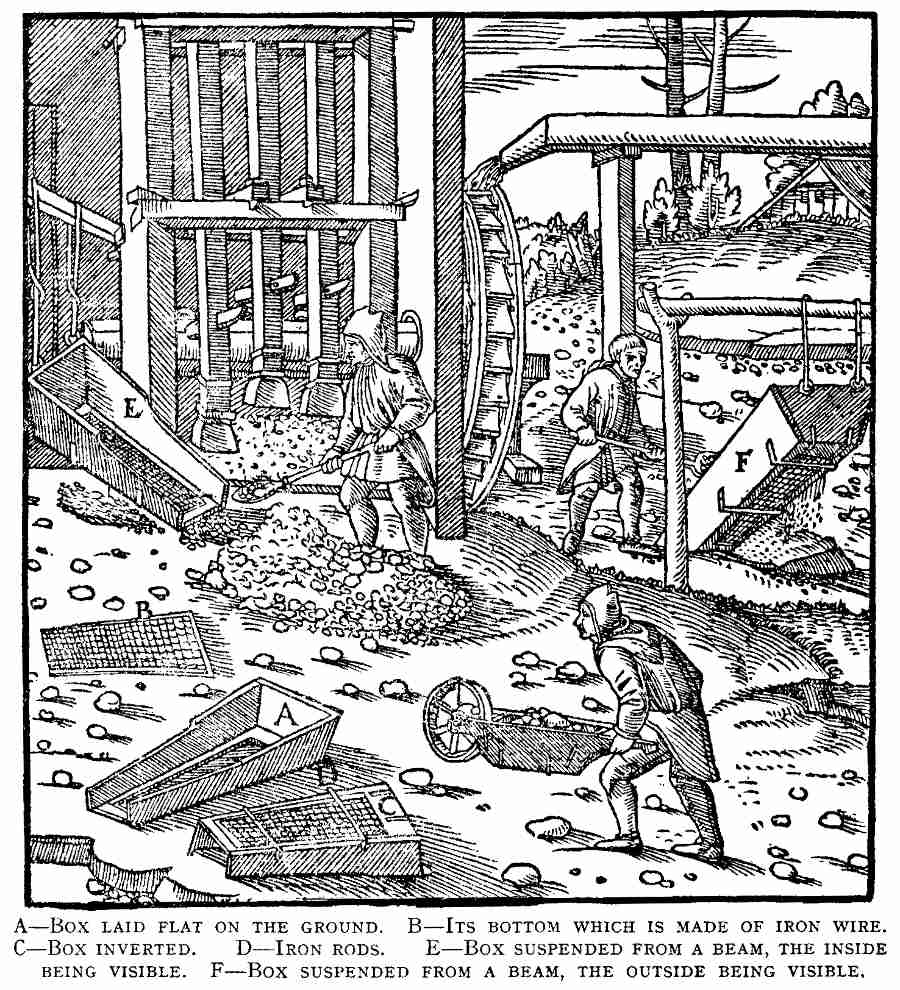
Moulin à bocard, 1556
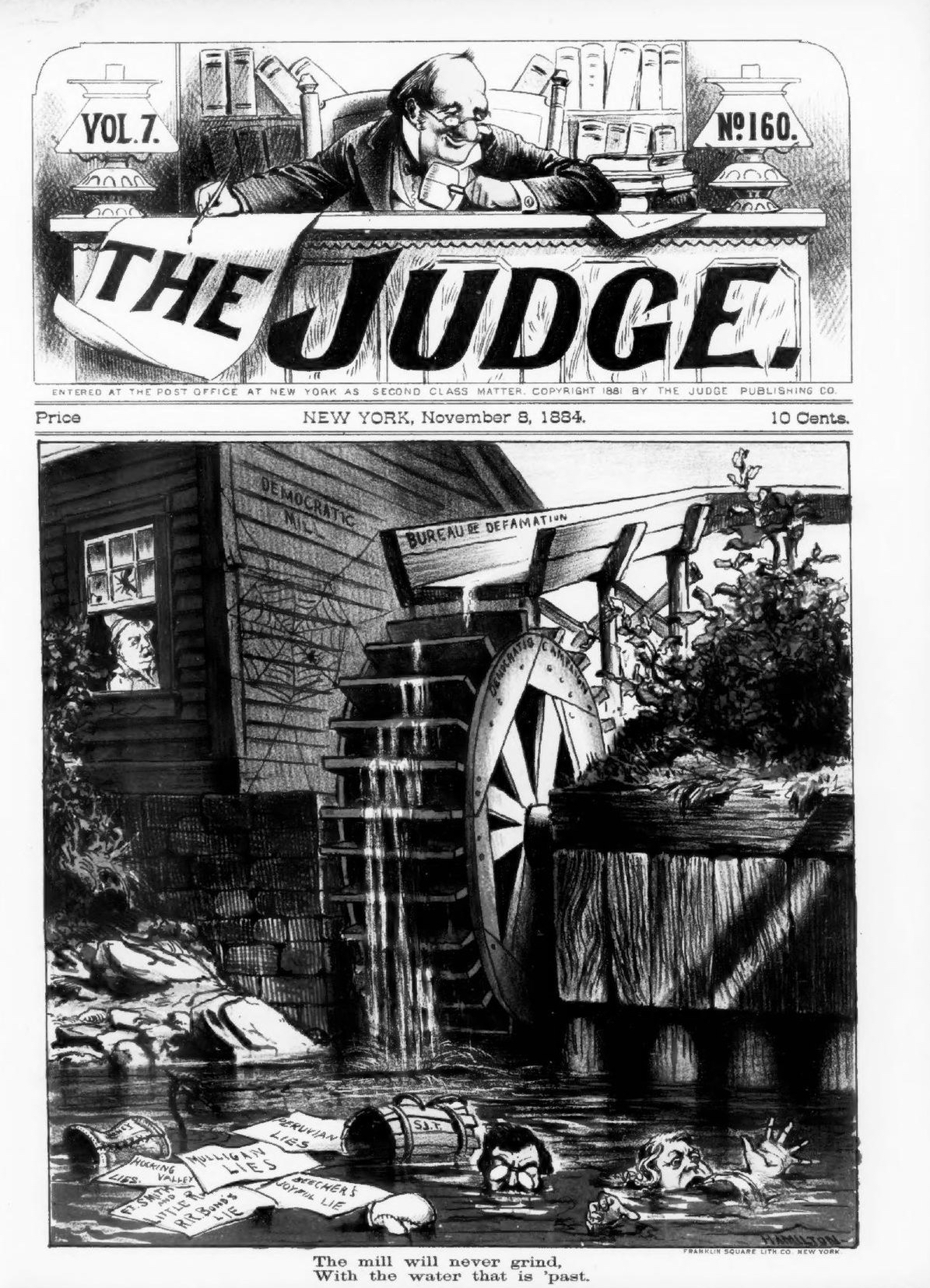
Caricature politique, États-Unis, 1884
Roue à augets en Ontario

### Roues «pendantes»
Quand le moulin est construit sur un pont ou directement sur une rive de la rivière, on doit hausser ou descendre la roue au moment des crues et des périodes de sécheresse afin qu’elle reste en contact avec l’eau. La solution est alors la roue pendante : roue à aubes qui peut être montée ou descendue grâce à un système de relevage avec vis et vérins. À l’intérieur du moulin, les vis et vérins en bois sont sur le plancher, sorte de plate-forme à laquelle est suspendue la roue motrice et qui supporte l’ensemble du mécanisme et les meules.
Autre principe de roue pendante (roue suspendue, volante, flottante ou oscillante) que l'on trouvait sur la Loue : le moulin Pouguet à Ornans, le moulin de Vuillafans et le moulin Lambert à Chenecey-Buillon dont les roues étaient suspendues à l’intérieur d’un châssis qui fait saillie au-dessus de la rivière. Ces roues étaient fixées à des poutres métalliques pouvant pivoter à une extrémité et s'élever au gré de la hauteur d'eau de la Loue grâce à un système de chaînes enroulées sur un treuil (invention de l'Ornanais Étienne Joseph Pouguet).

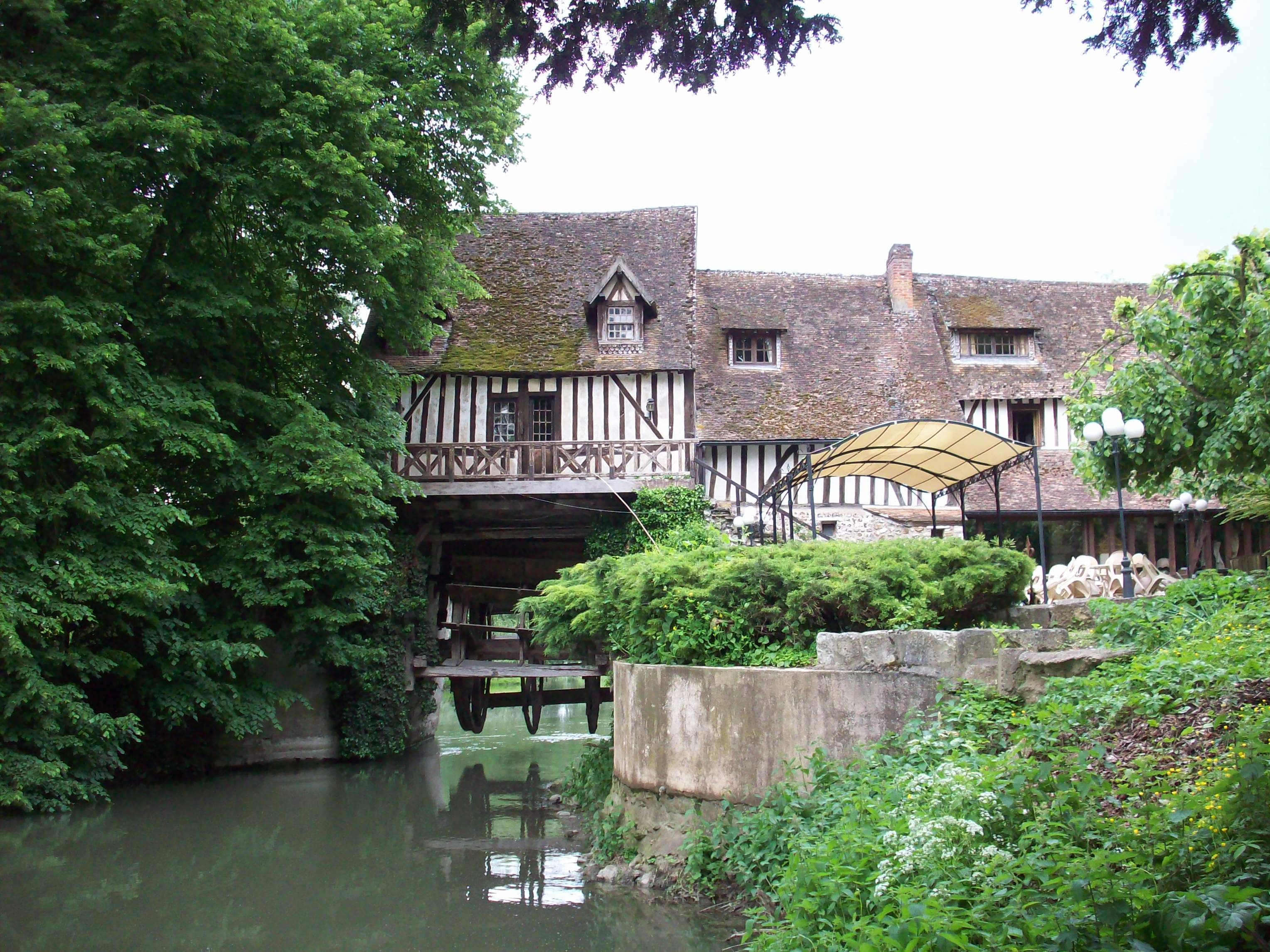
La roue pendante du moulin d'Andé.
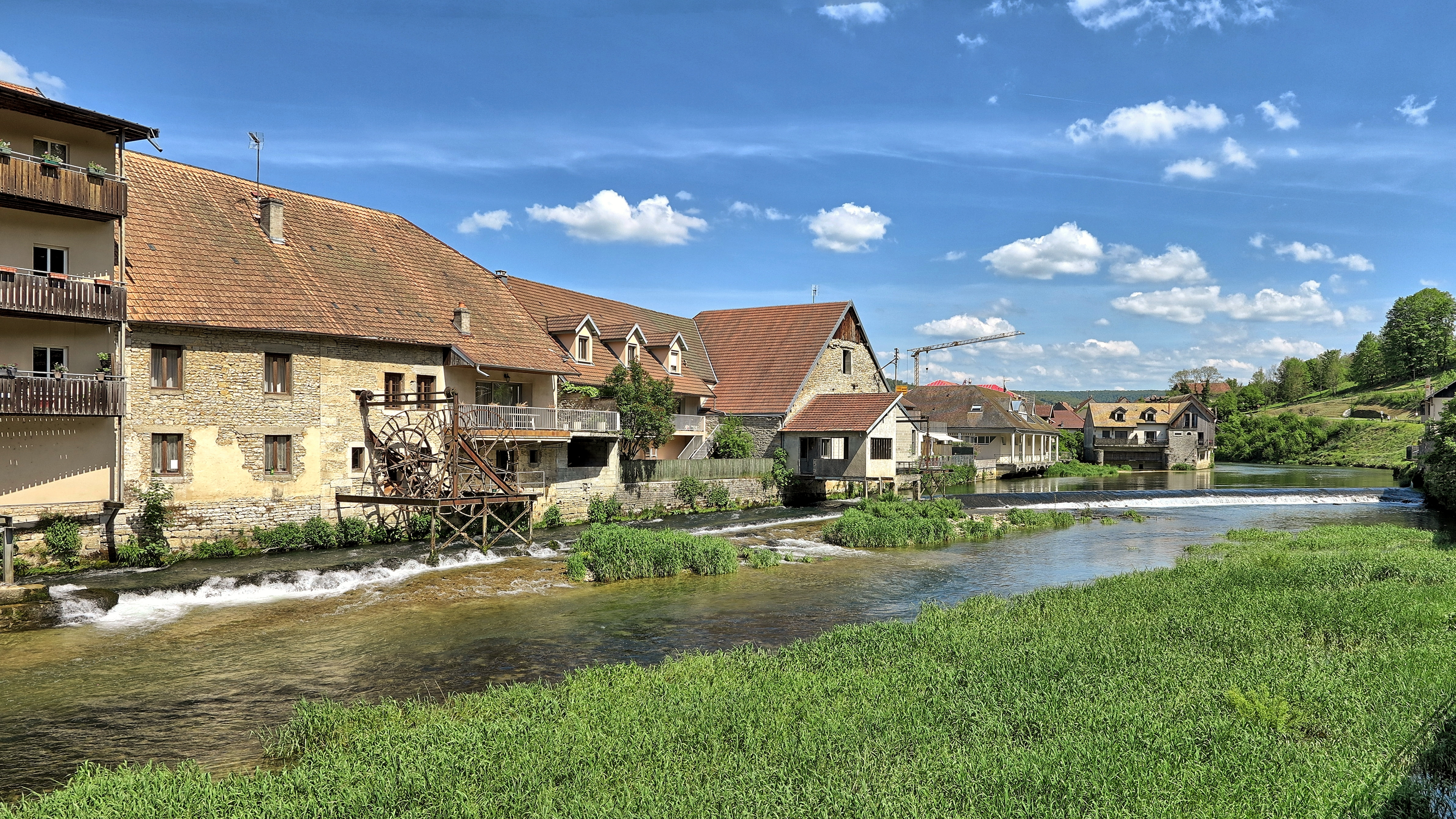
L'ancien moulin Pouguet à Ornans.
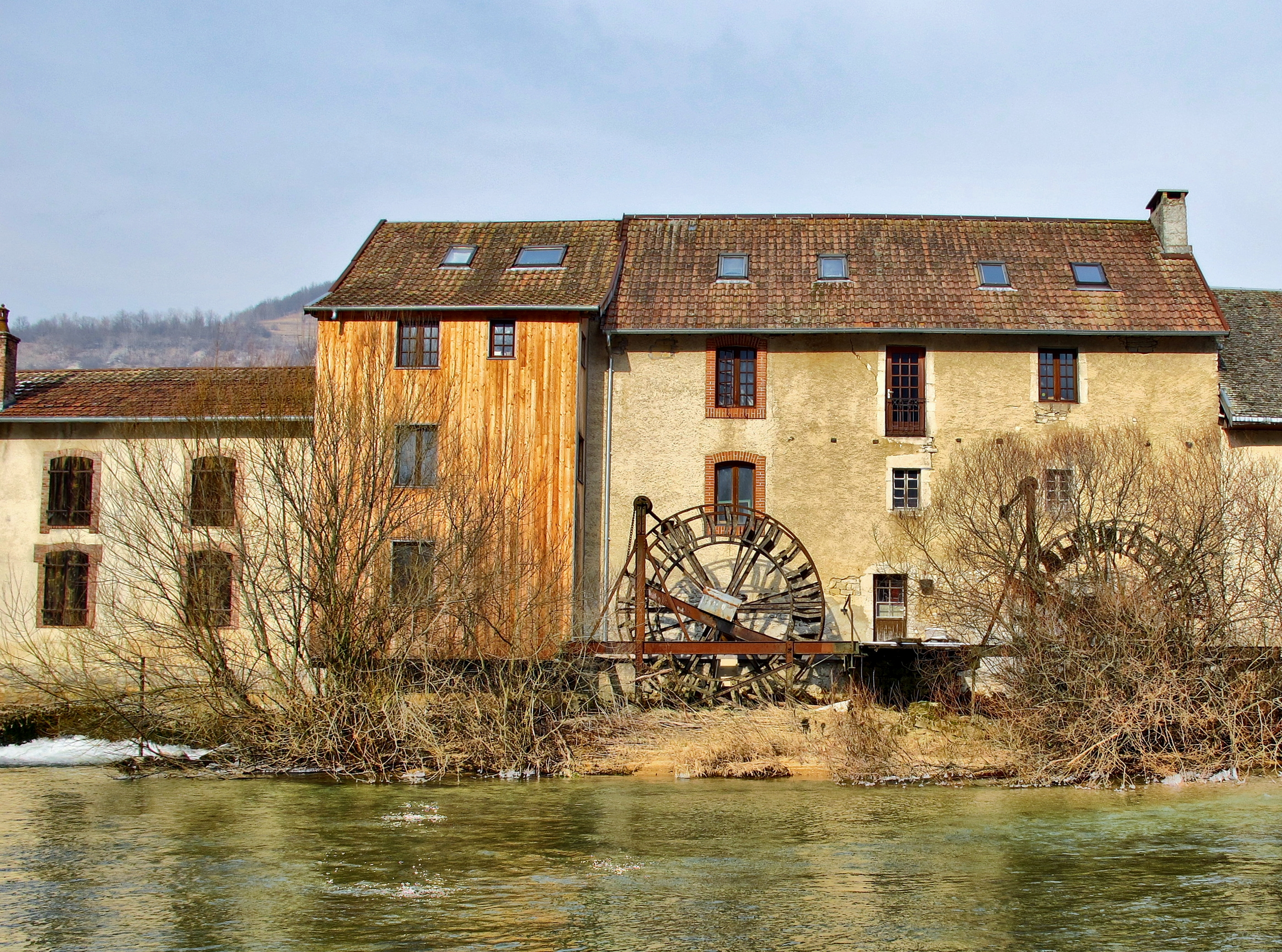
Le moulin à aubes pendantes de Vuillafans.
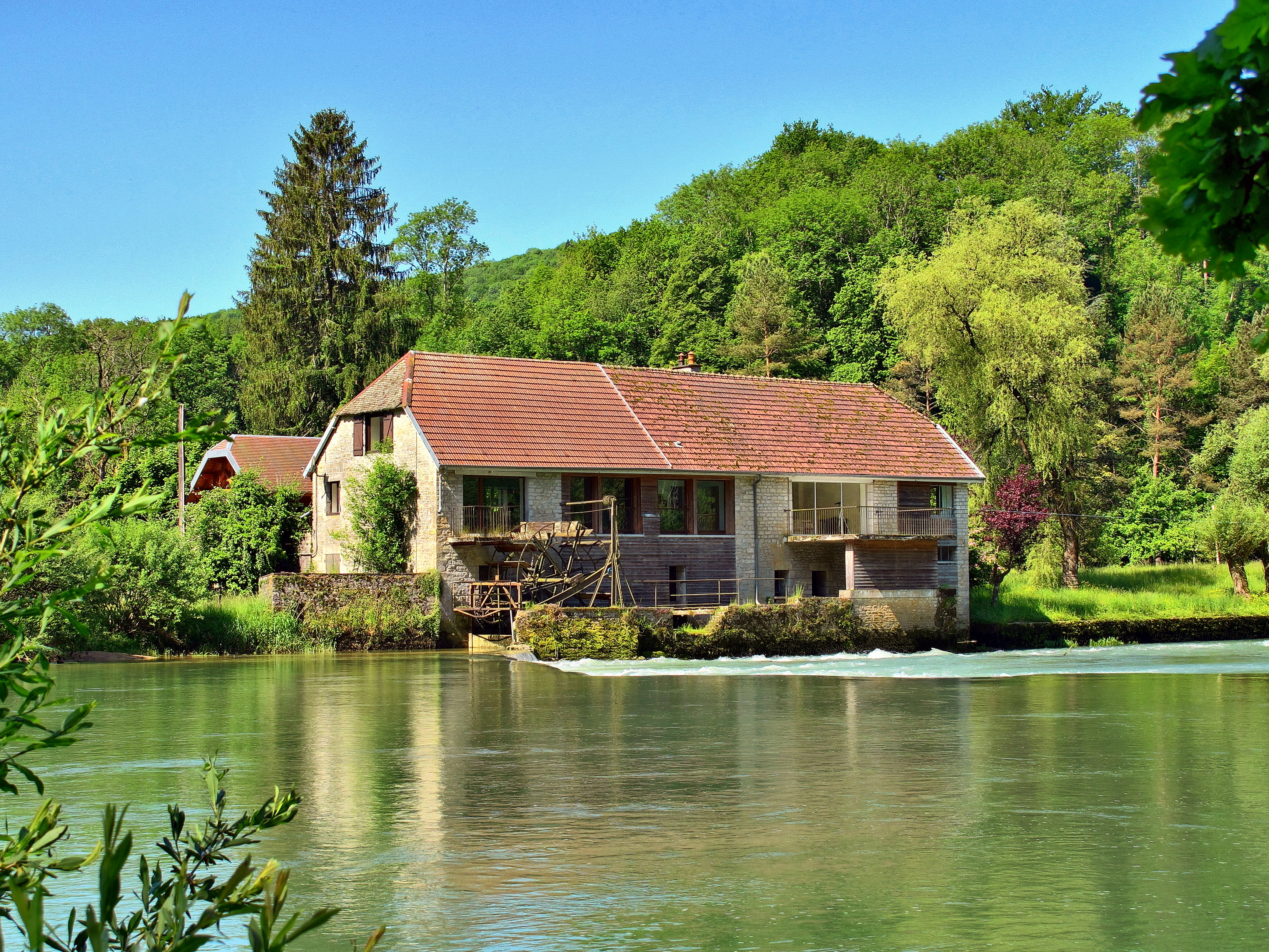
Le moulin Lambert à Chenecey-Buillon.

### Roues multiples

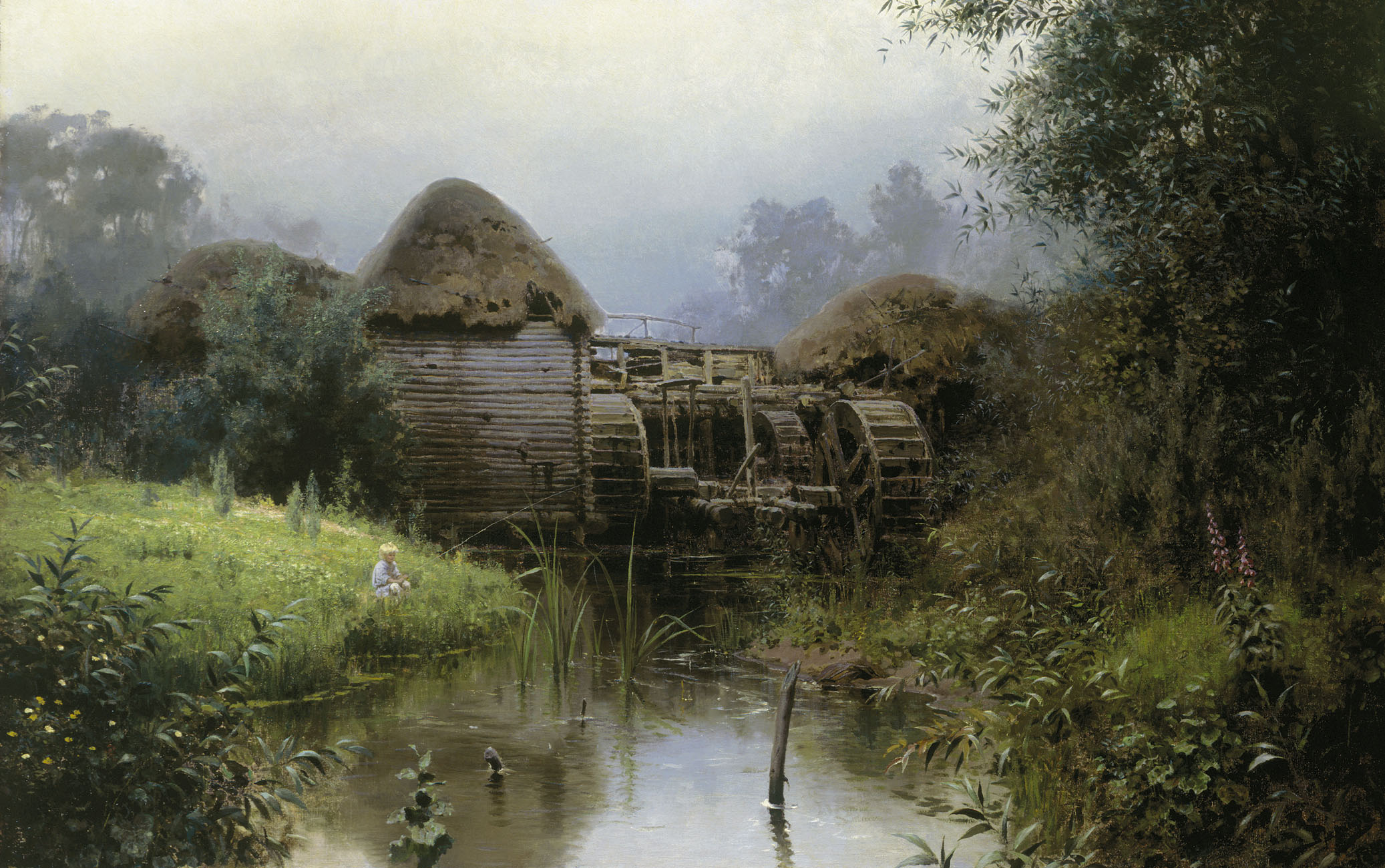
Triple roue, Vassili Polenov, 1880

### Roues horizontales

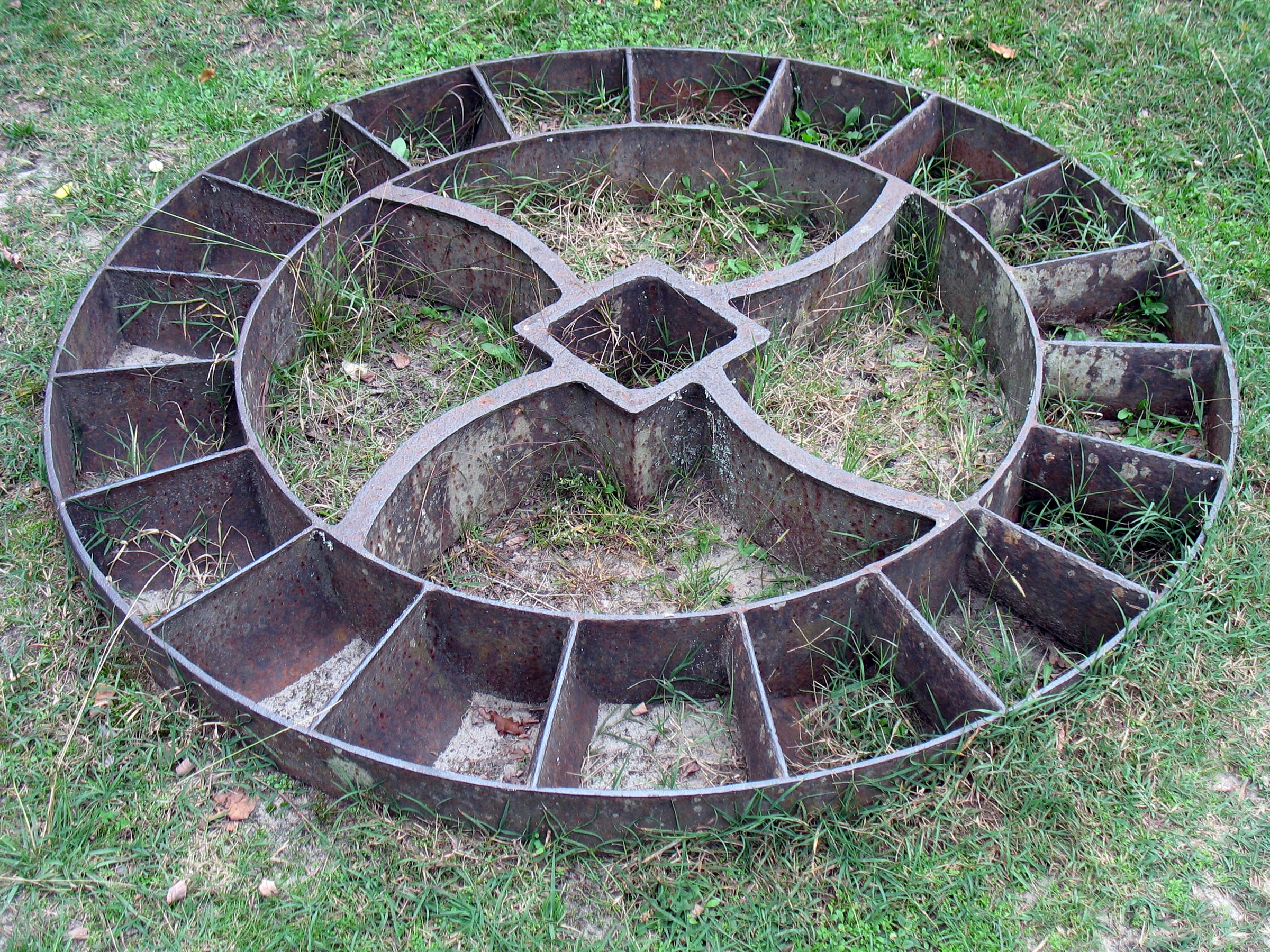
Roue horizontale au moulin de l'écomusée de la Grande Lande à Marquèze
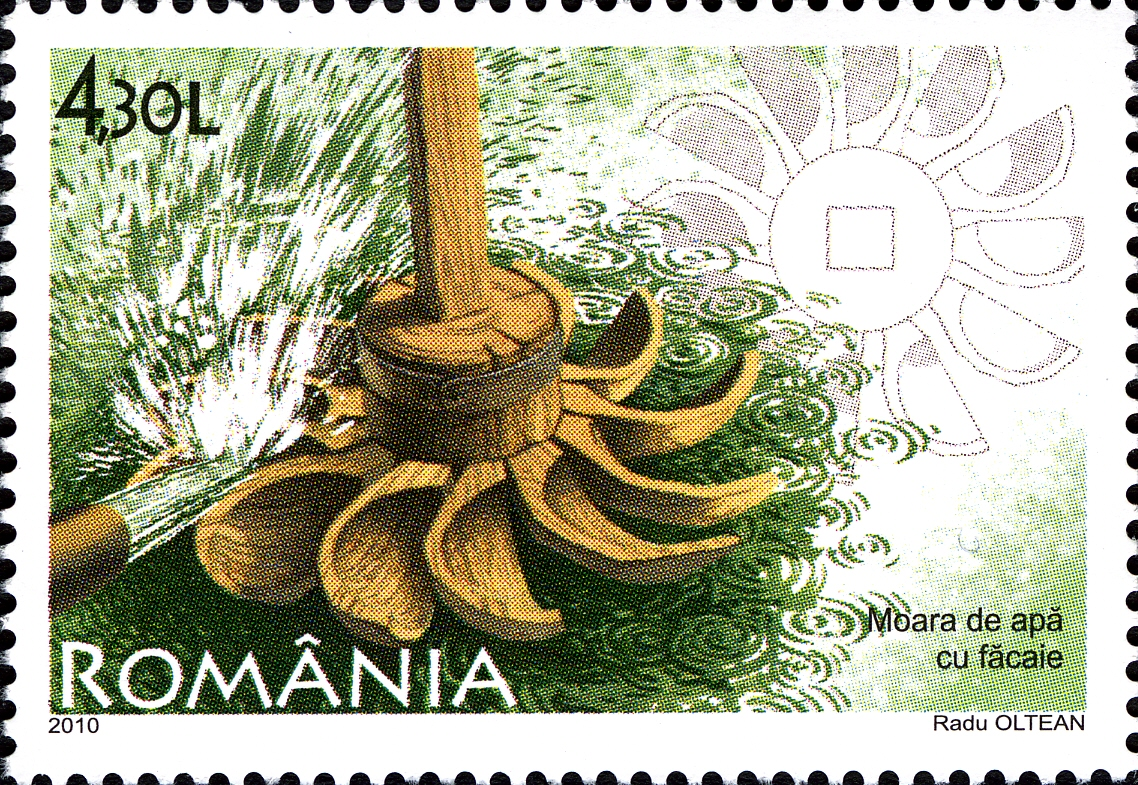
Timbre roumain
- Utilisation d'une roue à aubes pour fabriquer des boulets de canon

### Utilisations
La première exploitation mécanique de la roue à aubes fut la création de moteurs hydrauliques « au fil de l'eau ». Leurs applications furent diverses, du moulin à grain jusqu'aux industries mécaniques.
Nombre des engrenages en bois puis en métal des moulins ont préfiguré les pièces mécaniques de machines et véhicules actuels.
Une autre extension fut la noria, combinaison de réceptacles et de pales, qui permet d'irriguer largement les abords des fleuves. En Syrie, les grandes norias de Hama peuvent mesurer jusqu'à 21 mètres de diamètre. Elles peuvent être alimentées par le courant ou par une force animale, humaine ou un moteur.

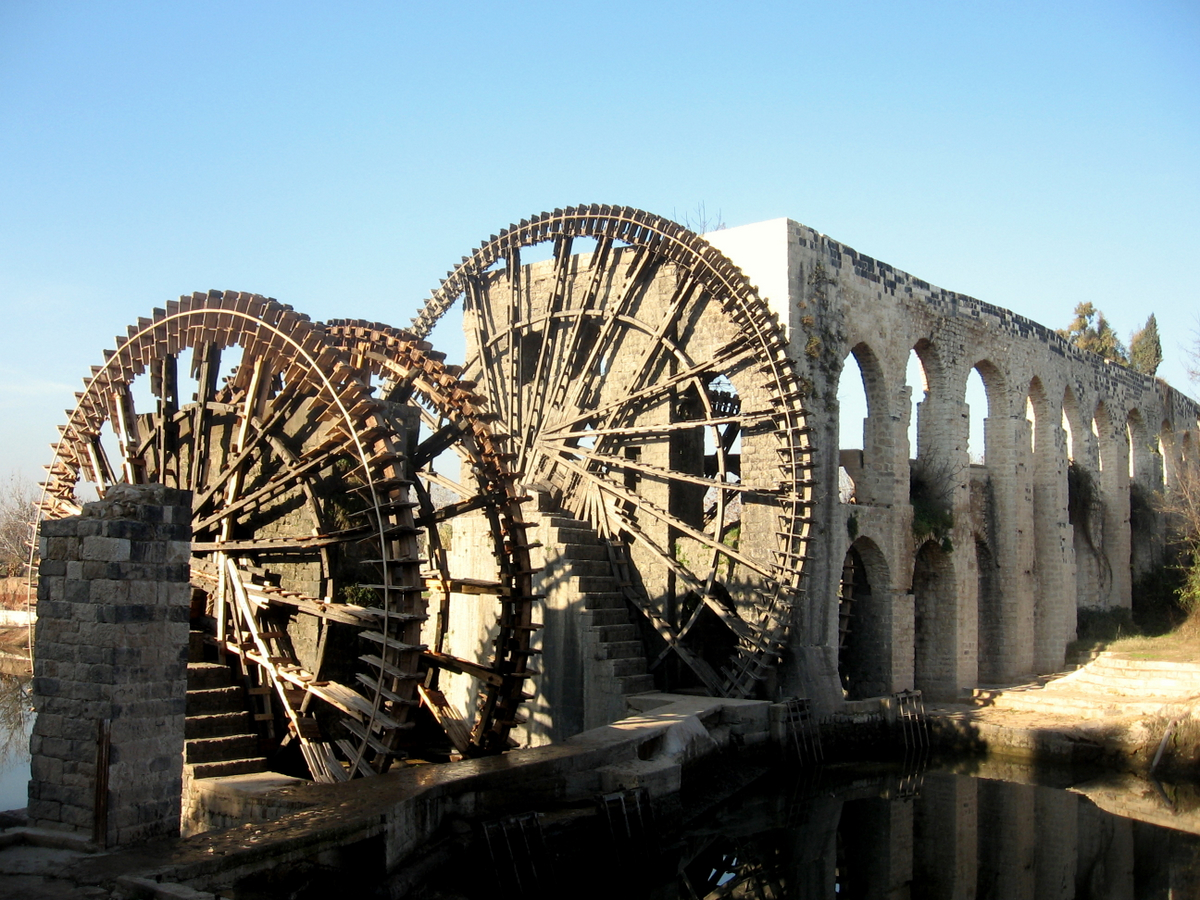
Les norias de Hama en Syrie.
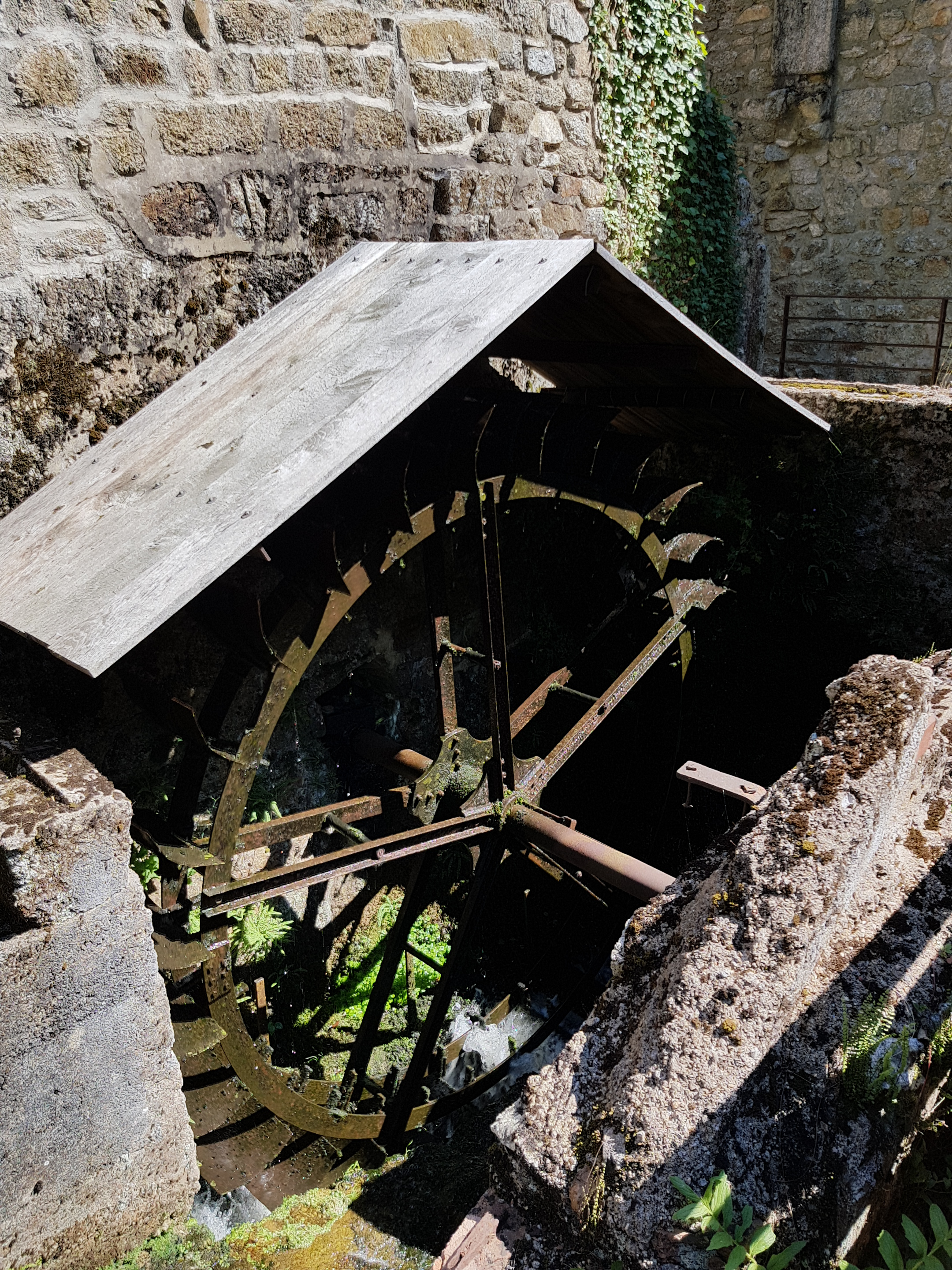
La roue à aubes du rouet Lyonnet dans la Vallée des Rouets à Thiers.
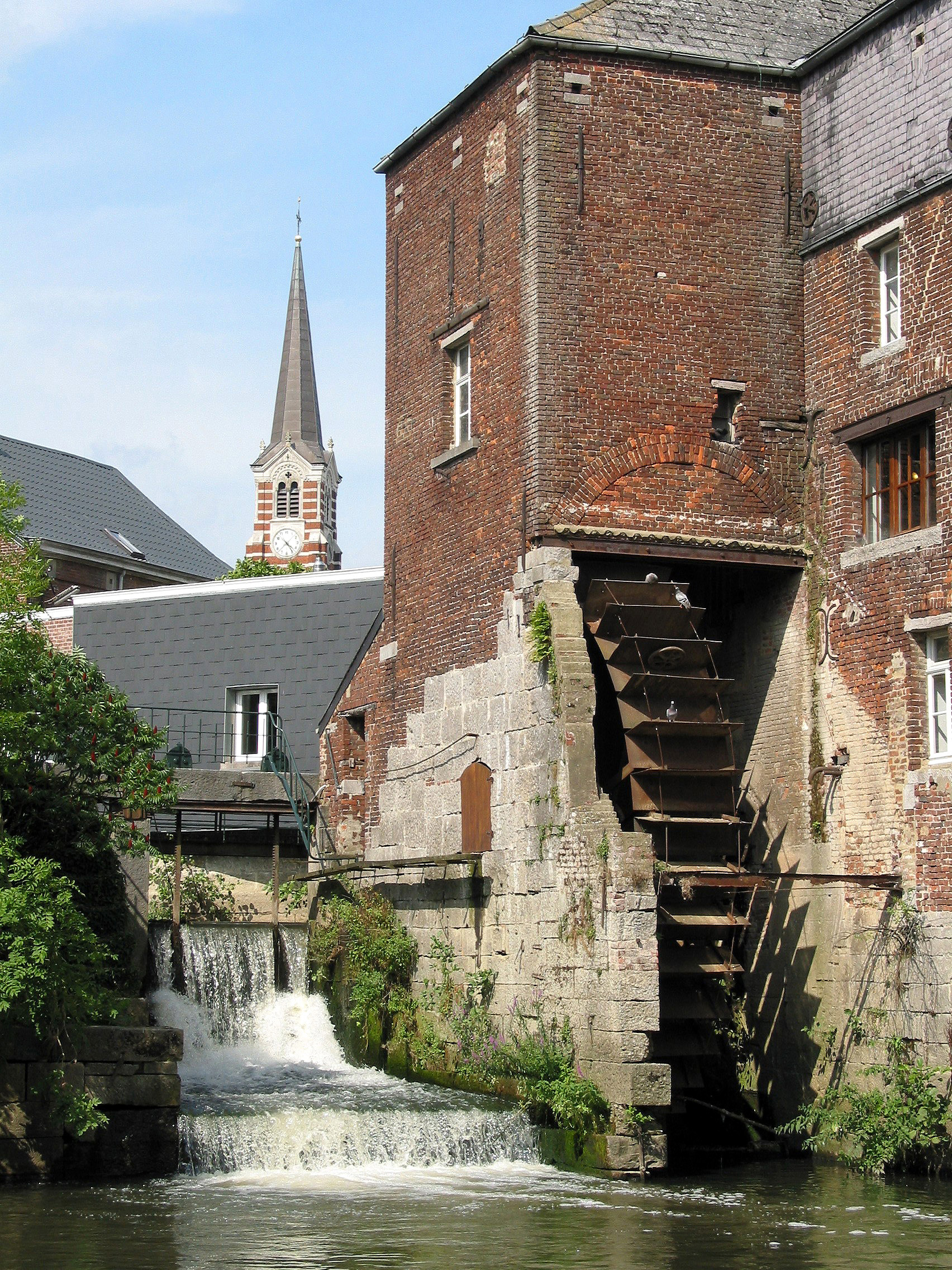
Roue du grand moulin d'Arenberg (XIXe siècle) sur la Senne à Rebecq (Belgique)
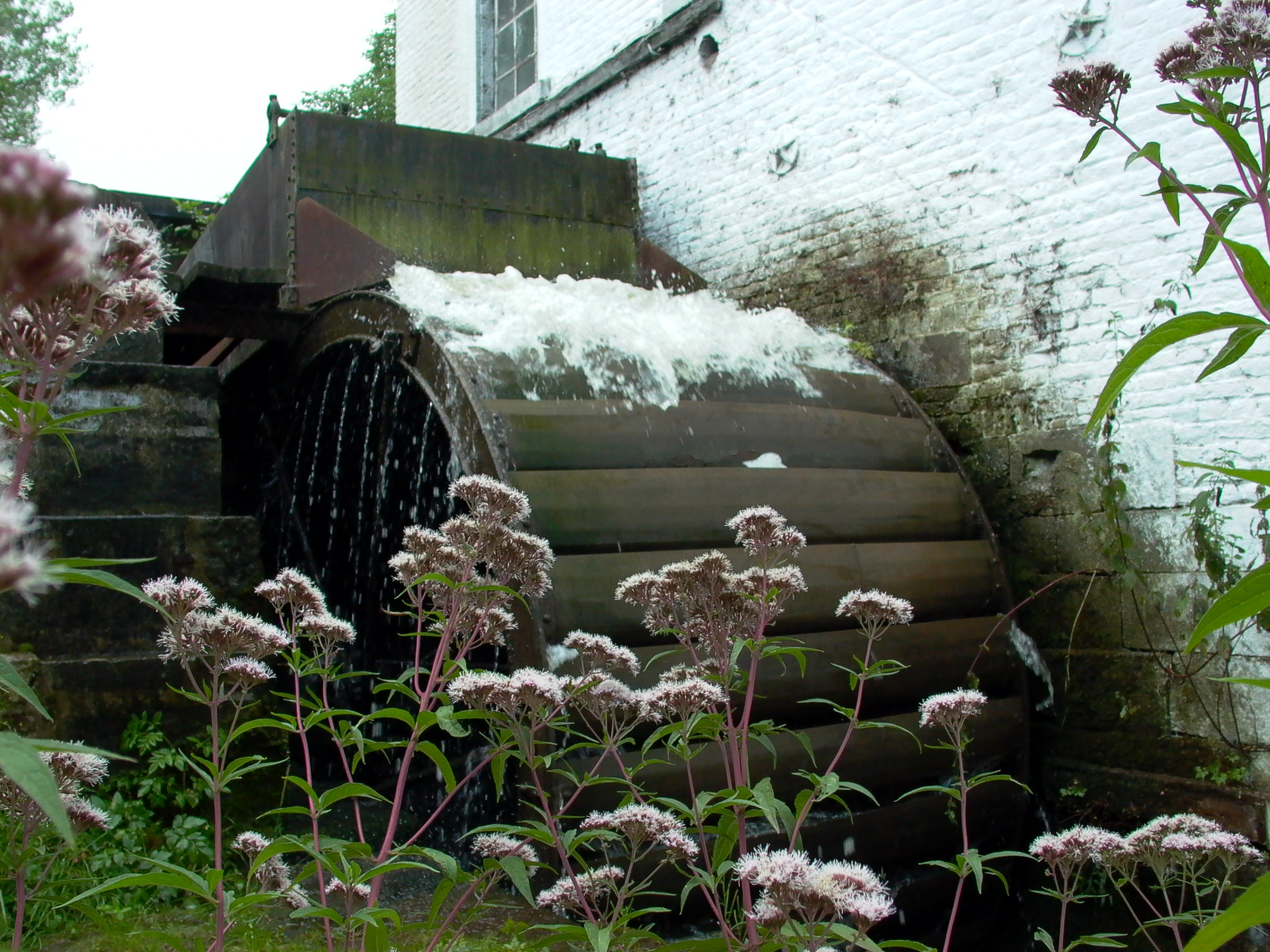
Le Moulin Dussart, Belgique
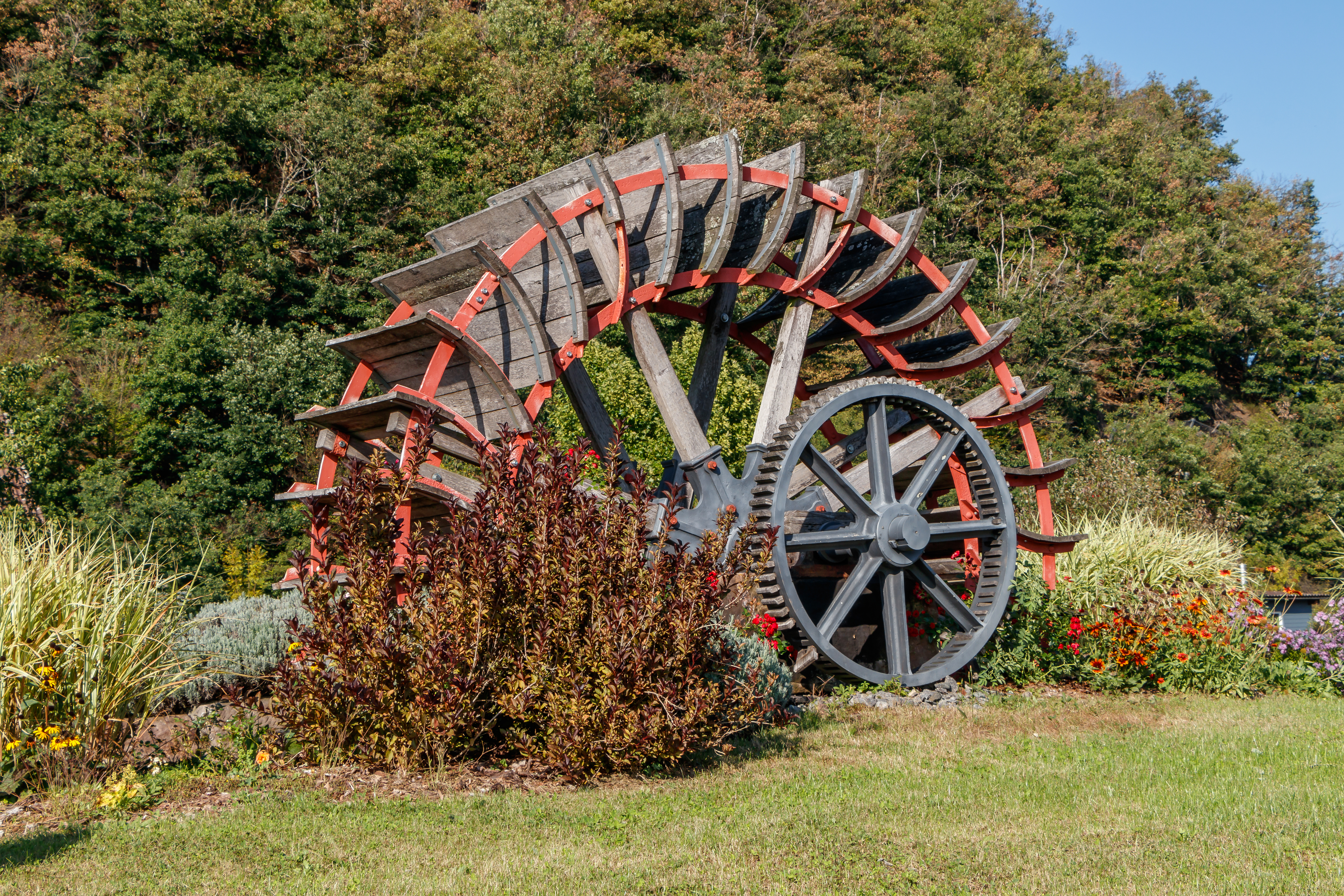
Roue à aubes exposée sur un rond-point à Zell am Harmersbach (Bade-Wurtemberg, Allemagne)

## La roue motrice
De manière inverse à la roue qui capte l'énergie de l'eau, dans les bateaux à roues à aubes la roue est entraînée par une machine à vapeur chauffée au bois (puis au charbon), via un système de bielles (Système bielle-manivelle). Ces bateaux sont munis de grandes roues à aubes, soit une de chaque côté, soit une seule à la poupe.
La faiblesse du rendement de la roue à aubes, l'encombrement (et donc le coût) et la prise au vent, alliés à une fragilité importante (surtout pour les navires militaires), les fit abandonner au profit des hélices sauf dans des cas particuliers de faible tirant d'eau (bateaux sur le Mississippi, par exemple).
La fragilité des roues à aubes en haute mer a été maintes fois mise en lumière, notamment à bord de l'Élise (lors de la première traversée de la Manche à la vapeur) ou du Great-Eastern , pourtant conçu par le célèbre ingénieur Isambard Brunel, qui se retrouva en très mauvaise posture lors d'une forte tempête en 1861[réf. nécessaire].
Initialement les roues à aubes étaient à pales plates fixes et seule la pale verticale au point bas fonctionnait de façon satisfaisante, mais assez rapidement les ingénieurs navals conçurent des pales à surface courbe, articulées par rapport au moyeu et actionnées par un système de bielles et un excentrique en forme d'étoile (appelé « Star-system » par les ingénieurs britanniques) qui permettait à toutes les pales immergées de prendre un appui correct sur l'eau[réf. nécessaire].
Les avantages et les inconvénients respectifs de la roue à aubes et de l'hélice (qui nécessitait des machines à rotation plus rapide) étaient l'objet de vives controverses au milieu du XIXe siècle et l'amirauté britannique procéda à divers tests de remorquage (Tug o' war) entre deux navires de puissance équivalente équipés respectivement de roues à aubes ou d'une hélice (Alecto Vs Rattler , Niger Vs Basilisk) qui démontrèrent la nette supériorité de l'hélice.
Certains pédalos fonctionnent sur le même principe.
Un propulseur hybride entre la roue à aubes et l'hélice, le système Voith, utilisant un plateau tournant à axe vertical, entièrement immergé, et des pales  totalement orientables est utilisé sur bon nombre de navires à usage portuaire où côtier tels que dragues, remorqueurs, chalands de servitude. Son principal avantage est une remarquable maniabilité « tous azimuts ».

### Une unique grande roue à l'arrière

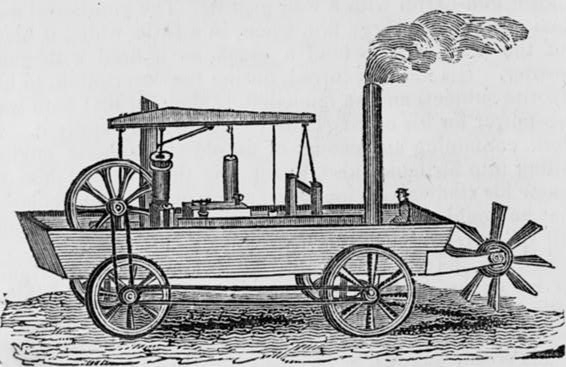
Véhicule amphibie inventé par Oliver Evans (1755-1819)
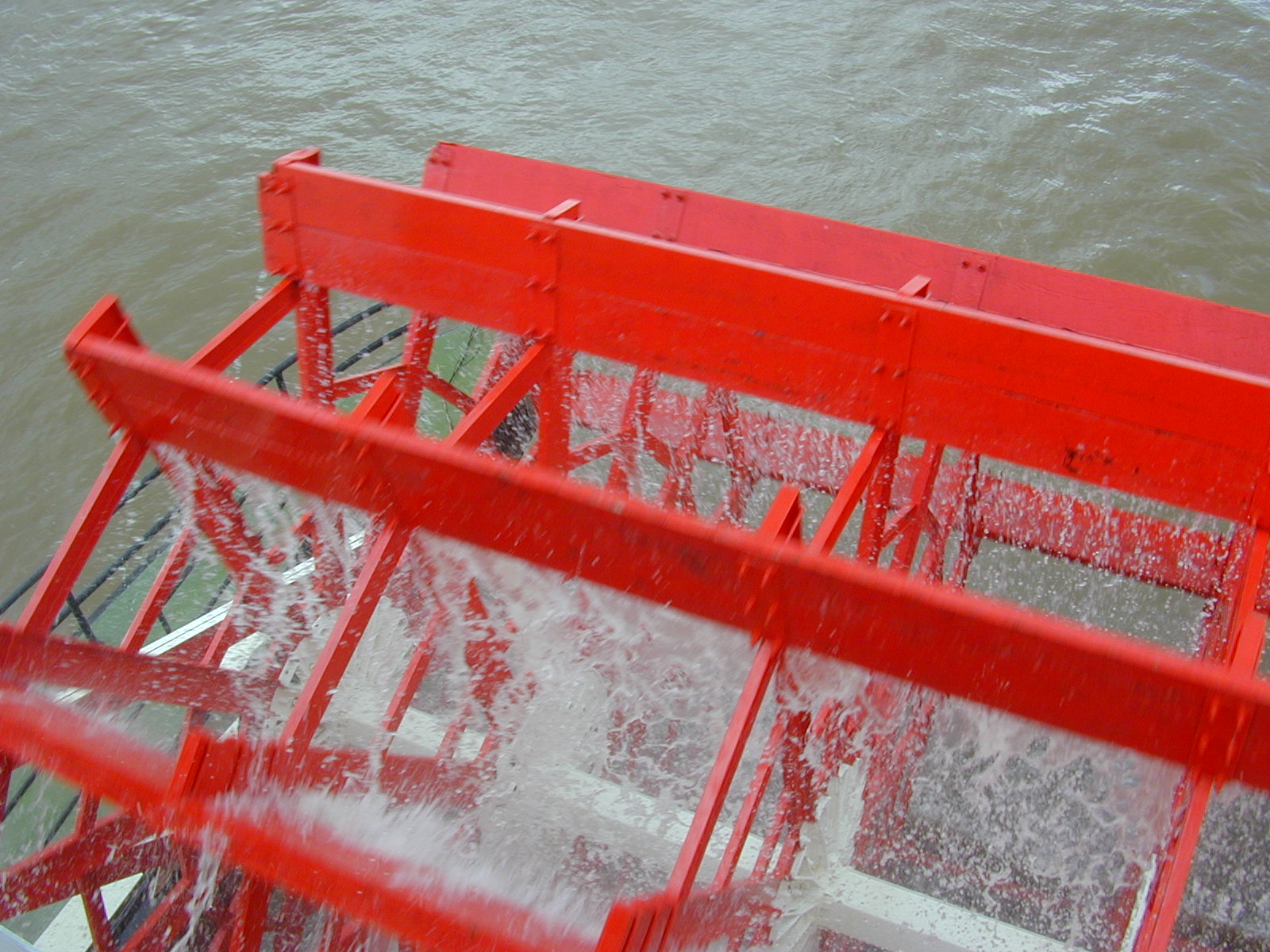
Roue du Natchez sur le Mississippi, basé à La Nouvelle-Orléans
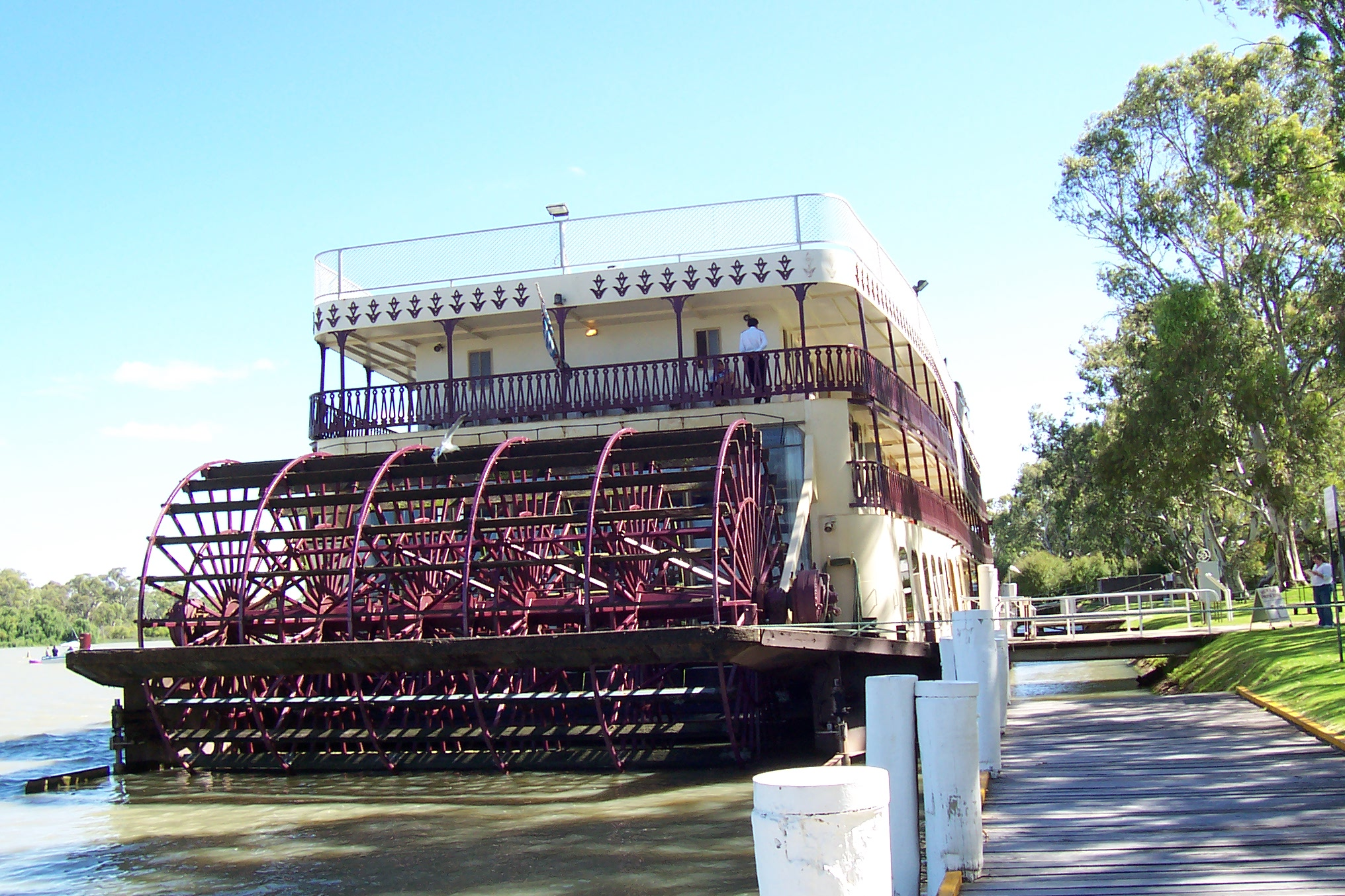
Le Murray Princess à Mannum, Australie
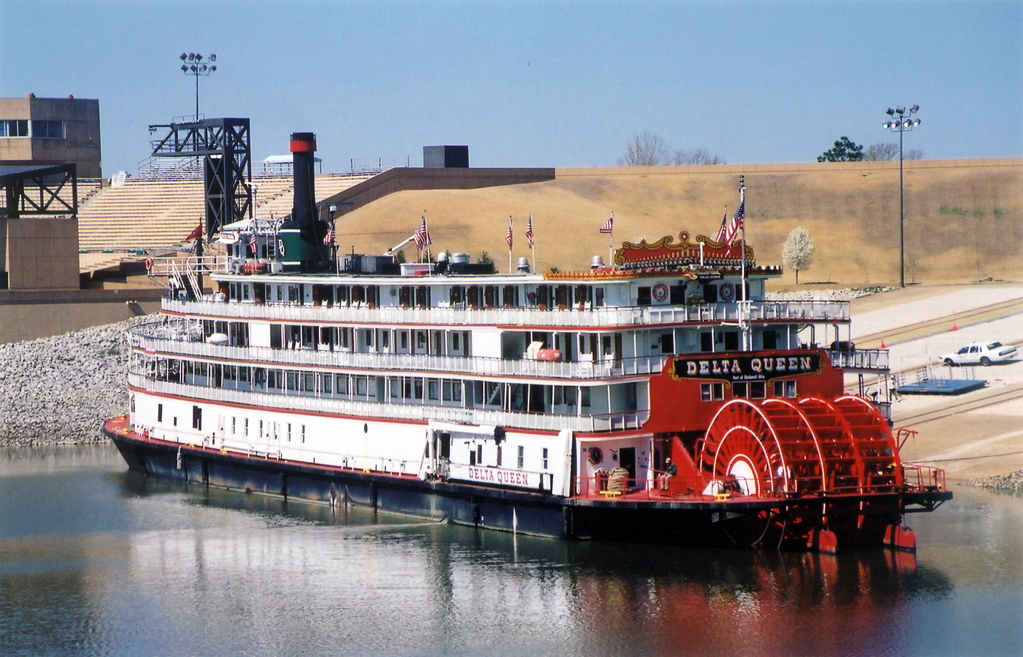
Le Delta Queen à Mud Island, Memphis, Tennessee

### Deux roues de part et d'autre du bateau

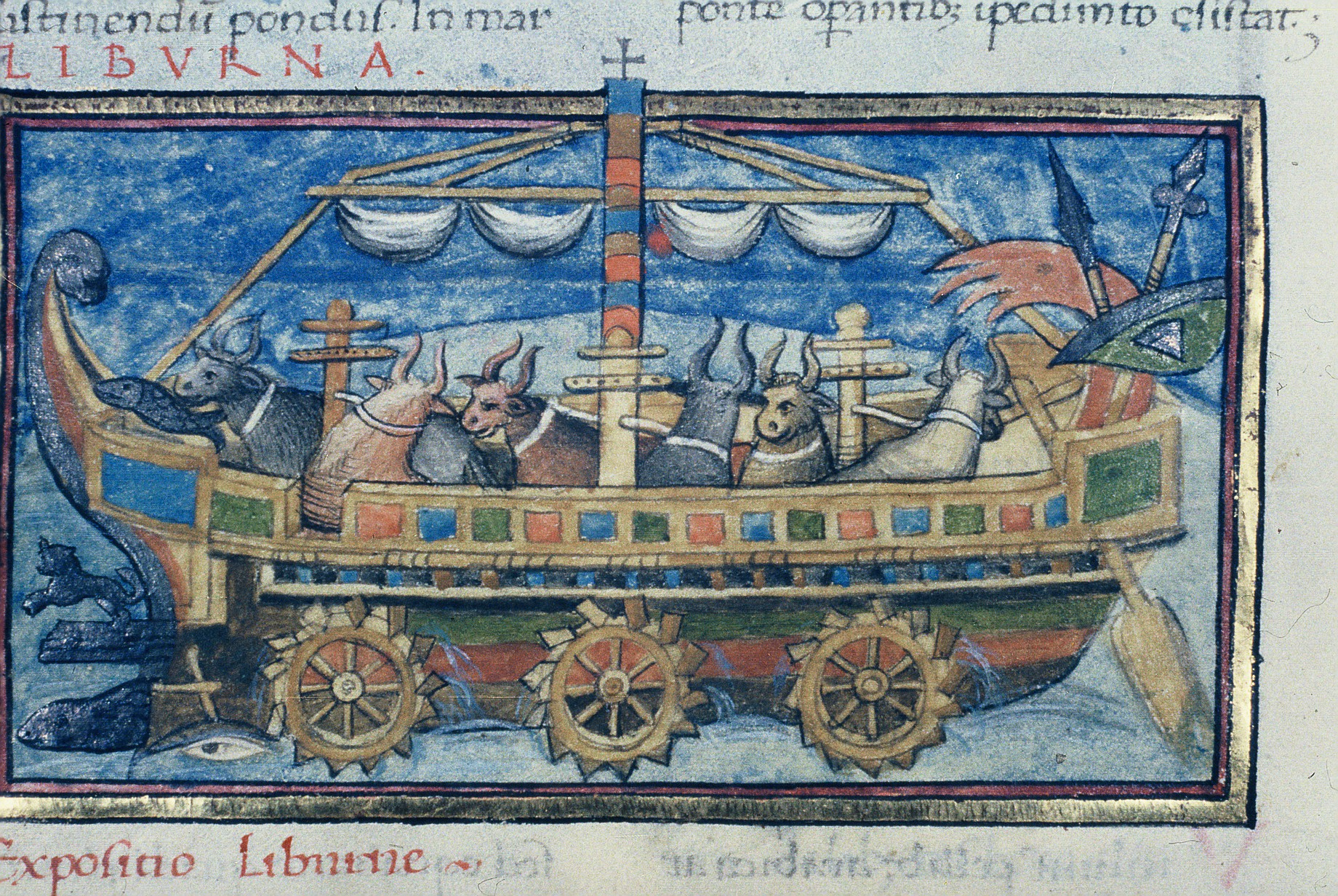
Liburne automotrice issue d'une copie du XVe siècle d'un ouvrage anonyme du IVe ou Ve siècle en bas latin répertoriant les machines de guerre utilisées par l'armée romaine.
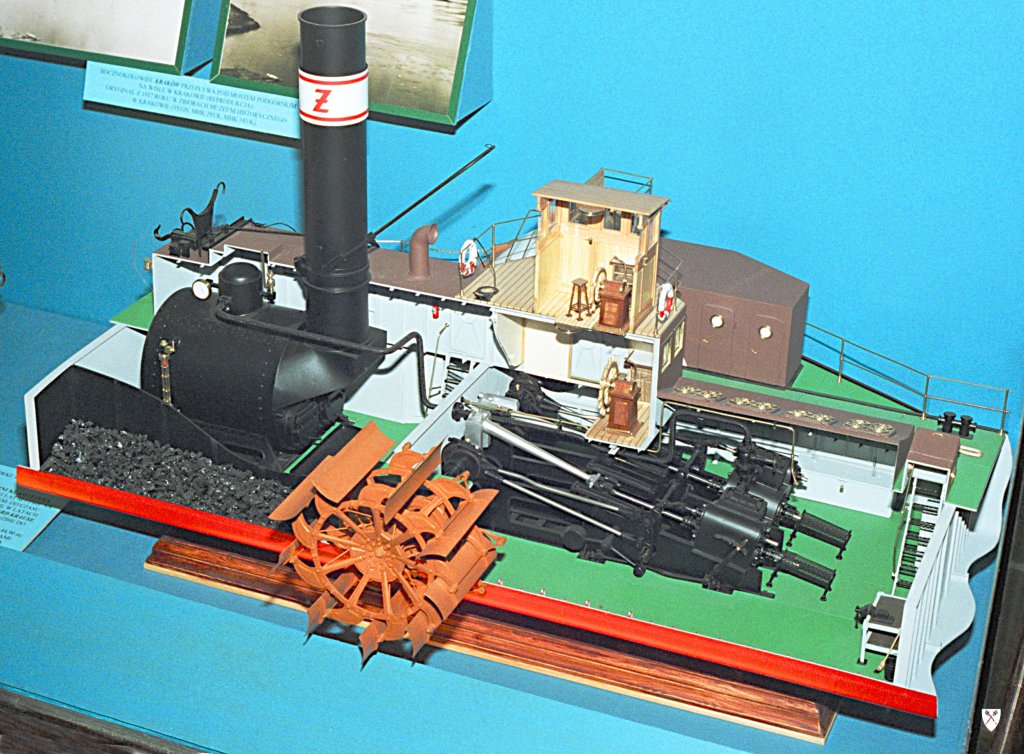
Maquette se trouvant dans le musée Morskie à Gdansk (pl)
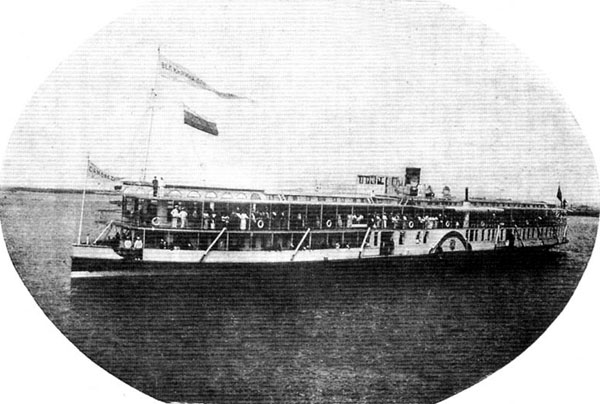
Le Volodarski, bateau russe construit en 1914
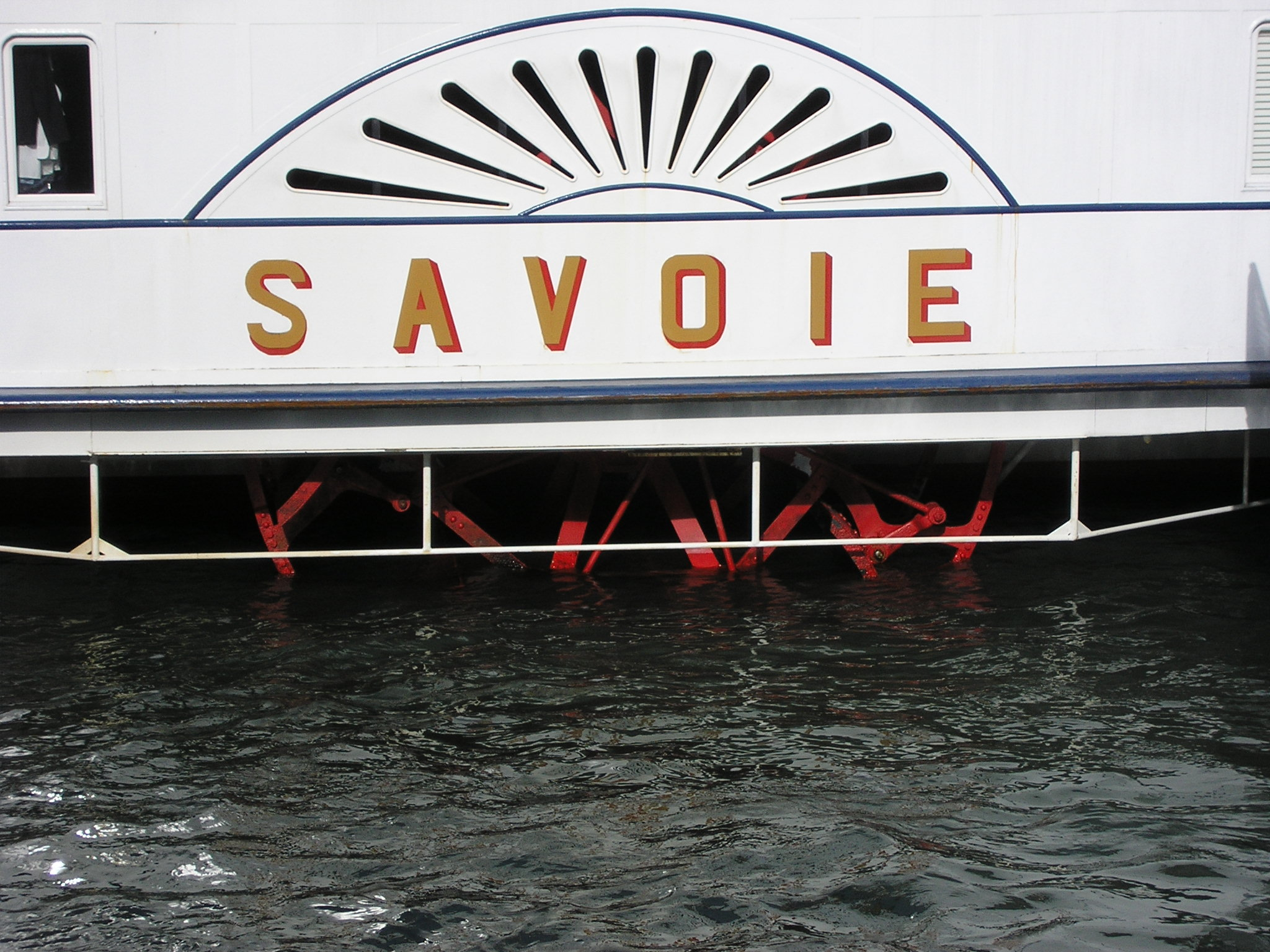
Roue à aubes sur le Savoie, bateau à vapeur sur le Léman, construit en 1914 par Sulzer, Suisse
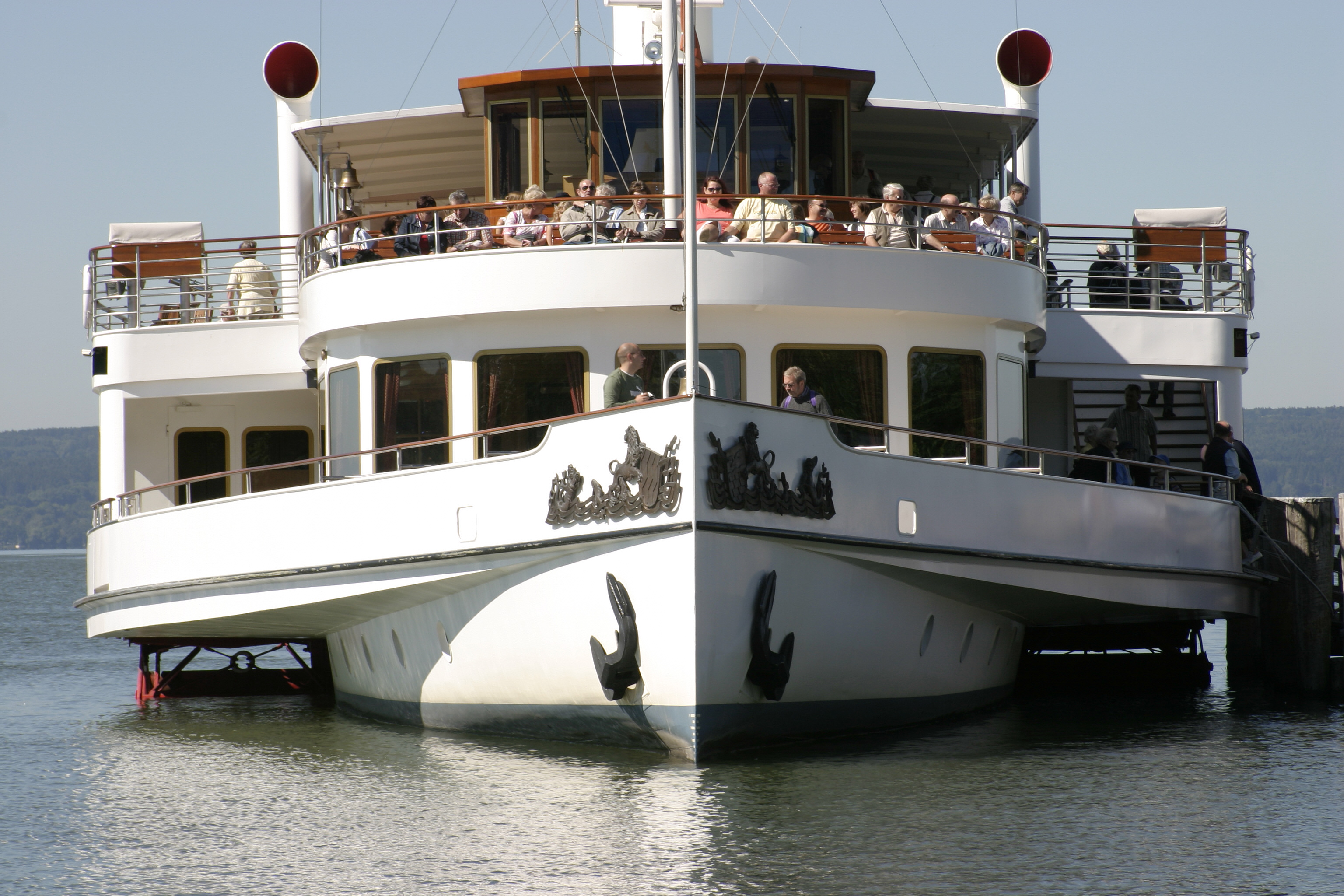
Le Herrsching sur le lac Ammersee en Bavière, Allemagne

## Utilisation du symbole de la roue à aubes
En héraldique, il existe de nombreuses représentations des roues à aubes. Cela concerne souvent des lieux où se trouvent des moulins, des paroisses, parfois des blasons de familles.
Sélection de quelques exemples.

Berguette
Famille Bolivar (Pays basque)
Brunswick
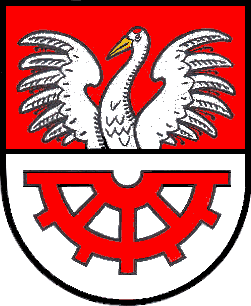
Fickmühlen (Basse-Saxe)
Gnosjö (Suède)
La Riba
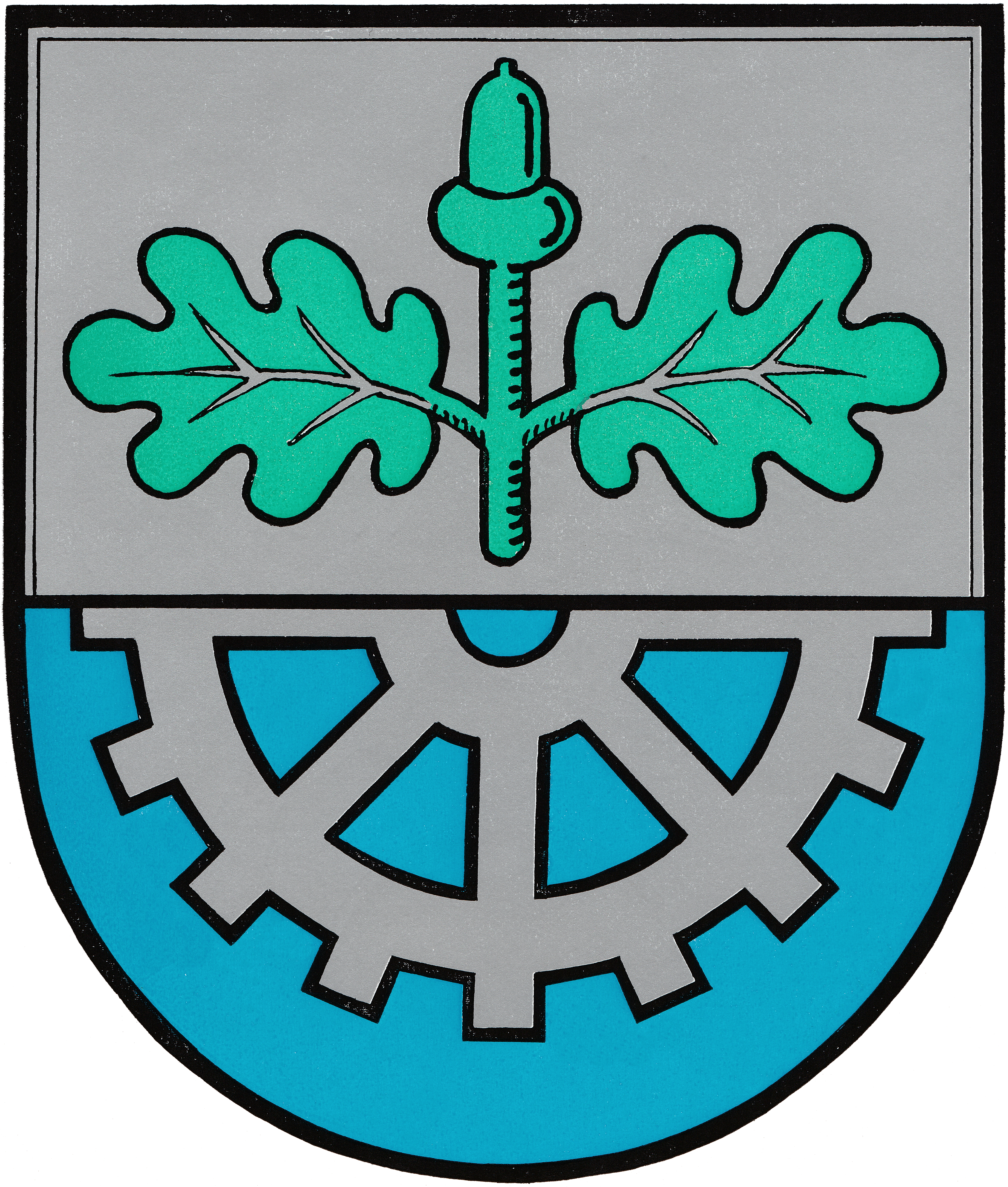
Laumühlen
Malente
Mjölby (Suède)
Morannes
Mulhouse : D'argent à la roue de moulin de gueules
Rennemoulin
Möhringen auf den Fildern
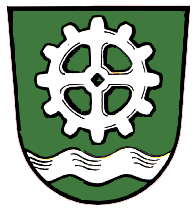
Traunreut
Tyresö

Des logos utilisent parfois la roue à aubes.

Parc naturel régional du Livradois-Forez